# Damindiskt försvar
Den här artikeln använder algebraisk schacknotation för att beskriva schackdragen.
Damindiskt försvar, eller bara damindiskt, är en schacköppning som karaktäriseras av dragen: 
1. d4 Sf6
2. c4 e6
3. Sf3 b6
Damindiskt är en solid öppning som är vanlig på elitnivå. 
Genom att spela 3.Sf3 i stället för 3.Sc3 undviker vit nimzoindiskt. Svart försöker då skaffa sig kontroll över fältet e4 genom att fianchettera löparen till b7. 

## Varianter
Vit svarar vanligen med 4.g3 för att inte ge kontrollen över den långa diagonalen till svart. Svarts huvuddrag är 4...La6 (som har blivit den nya huvudvarianten) och 4...Lb7 (som var den gamla huvudvarianten). 4...Lb4+ förekommer också. Andra fjärdedrag för vit är 4.a3, 4.Sc3 och 4.e3.

### Nya huvudvarianten (4.g3 La6)
|   | a | b | c | d | e | f | g | h |   |
| 8 | a8 svart torn · b8 svart springare · d8 svart drottning · e8 svart kung · h8 svart torn · a7 svart bonde · c7 svart bonde · d7 svart bonde · e7 svart löpare · f7 svart bonde · g7 svart bonde · h7 svart bonde · a6 svart löpare · b6 svart bonde · e6 svart bonde · f6 svart springare · c4 vit bonde · d4 vit bonde · b3 vit bonde · f3 vit springare · g3 vit bonde · a2 vit bonde · d2 vit löpare · e2 vit bonde · f2 vit bonde · h2 vit bonde · a1 vit torn · b1 vit springare · d1 vit drottning · e1 vit kung · f1 vit löpare · h1 vit torn | a8 svart torn · b8 svart springare · d8 svart drottning · e8 svart kung · h8 svart torn · a7 svart bonde · c7 svart bonde · d7 svart bonde · e7 svart löpare · f7 svart bonde · g7 svart bonde · h7 svart bonde · a6 svart löpare · b6 svart bonde · e6 svart bonde · f6 svart springare · c4 vit bonde · d4 vit bonde · b3 vit bonde · f3 vit springare · g3 vit bonde · a2 vit bonde · d2 vit löpare · e2 vit bonde · f2 vit bonde · h2 vit bonde · a1 vit torn · b1 vit springare · d1 vit drottning · e1 vit kung · f1 vit löpare · h1 vit torn | a8 svart torn · b8 svart springare · d8 svart drottning · e8 svart kung · h8 svart torn · a7 svart bonde · c7 svart bonde · d7 svart bonde · e7 svart löpare · f7 svart bonde · g7 svart bonde · h7 svart bonde · a6 svart löpare · b6 svart bonde · e6 svart bonde · f6 svart springare · c4 vit bonde · d4 vit bonde · b3 vit bonde · f3 vit springare · g3 vit bonde · a2 vit bonde · d2 vit löpare · e2 vit bonde · f2 vit bonde · h2 vit bonde · a1 vit torn · b1 vit springare · d1 vit drottning · e1 vit kung · f1 vit löpare · h1 vit torn | a8 svart torn · b8 svart springare · d8 svart drottning · e8 svart kung · h8 svart torn · a7 svart bonde · c7 svart bonde · d7 svart bonde · e7 svart löpare · f7 svart bonde · g7 svart bonde · h7 svart bonde · a6 svart löpare · b6 svart bonde · e6 svart bonde · f6 svart springare · c4 vit bonde · d4 vit bonde · b3 vit bonde · f3 vit springare · g3 vit bonde · a2 vit bonde · d2 vit löpare · e2 vit bonde · f2 vit bonde · h2 vit bonde · a1 vit torn · b1 vit springare · d1 vit drottning · e1 vit kung · f1 vit löpare · h1 vit torn | a8 svart torn · b8 svart springare · d8 svart drottning · e8 svart kung · h8 svart torn · a7 svart bonde · c7 svart bonde · d7 svart bonde · e7 svart löpare · f7 svart bonde · g7 svart bonde · h7 svart bonde · a6 svart löpare · b6 svart bonde · e6 svart bonde · f6 svart springare · c4 vit bonde · d4 vit bonde · b3 vit bonde · f3 vit springare · g3 vit bonde · a2 vit bonde · d2 vit löpare · e2 vit bonde · f2 vit bonde · h2 vit bonde · a1 vit torn · b1 vit springare · d1 vit drottning · e1 vit kung · f1 vit löpare · h1 vit torn | a8 svart torn · b8 svart springare · d8 svart drottning · e8 svart kung · h8 svart torn · a7 svart bonde · c7 svart bonde · d7 svart bonde · e7 svart löpare · f7 svart bonde · g7 svart bonde · h7 svart bonde · a6 svart löpare · b6 svart bonde · e6 svart bonde · f6 svart springare · c4 vit bonde · d4 vit bonde · b3 vit bonde · f3 vit springare · g3 vit bonde · a2 vit bonde · d2 vit löpare · e2 vit bonde · f2 vit bonde · h2 vit bonde · a1 vit torn · b1 vit springare · d1 vit drottning · e1 vit kung · f1 vit löpare · h1 vit torn | a8 svart torn · b8 svart springare · d8 svart drottning · e8 svart kung · h8 svart torn · a7 svart bonde · c7 svart bonde · d7 svart bonde · e7 svart löpare · f7 svart bonde · g7 svart bonde · h7 svart bonde · a6 svart löpare · b6 svart bonde · e6 svart bonde · f6 svart springare · c4 vit bonde · d4 vit bonde · b3 vit bonde · f3 vit springare · g3 vit bonde · a2 vit bonde · d2 vit löpare · e2 vit bonde · f2 vit bonde · h2 vit bonde · a1 vit torn · b1 vit springare · d1 vit drottning · e1 vit kung · f1 vit löpare · h1 vit torn | a8 svart torn · b8 svart springare · d8 svart drottning · e8 svart kung · h8 svart torn · a7 svart bonde · c7 svart bonde · d7 svart bonde · e7 svart löpare · f7 svart bonde · g7 svart bonde · h7 svart bonde · a6 svart löpare · b6 svart bonde · e6 svart bonde · f6 svart springare · c4 vit bonde · d4 vit bonde · b3 vit bonde · f3 vit springare · g3 vit bonde · a2 vit bonde · d2 vit löpare · e2 vit bonde · f2 vit bonde · h2 vit bonde · a1 vit torn · b1 vit springare · d1 vit drottning · e1 vit kung · f1 vit löpare · h1 vit torn | 8 |
| 7 | a8 svart torn · b8 svart springare · d8 svart drottning · e8 svart kung · h8 svart torn · a7 svart bonde · c7 svart bonde · d7 svart bonde · e7 svart löpare · f7 svart bonde · g7 svart bonde · h7 svart bonde · a6 svart löpare · b6 svart bonde · e6 svart bonde · f6 svart springare · c4 vit bonde · d4 vit bonde · b3 vit bonde · f3 vit springare · g3 vit bonde · a2 vit bonde · d2 vit löpare · e2 vit bonde · f2 vit bonde · h2 vit bonde · a1 vit torn · b1 vit springare · d1 vit drottning · e1 vit kung · f1 vit löpare · h1 vit torn | a8 svart torn · b8 svart springare · d8 svart drottning · e8 svart kung · h8 svart torn · a7 svart bonde · c7 svart bonde · d7 svart bonde · e7 svart löpare · f7 svart bonde · g7 svart bonde · h7 svart bonde · a6 svart löpare · b6 svart bonde · e6 svart bonde · f6 svart springare · c4 vit bonde · d4 vit bonde · b3 vit bonde · f3 vit springare · g3 vit bonde · a2 vit bonde · d2 vit löpare · e2 vit bonde · f2 vit bonde · h2 vit bonde · a1 vit torn · b1 vit springare · d1 vit drottning · e1 vit kung · f1 vit löpare · h1 vit torn | a8 svart torn · b8 svart springare · d8 svart drottning · e8 svart kung · h8 svart torn · a7 svart bonde · c7 svart bonde · d7 svart bonde · e7 svart löpare · f7 svart bonde · g7 svart bonde · h7 svart bonde · a6 svart löpare · b6 svart bonde · e6 svart bonde · f6 svart springare · c4 vit bonde · d4 vit bonde · b3 vit bonde · f3 vit springare · g3 vit bonde · a2 vit bonde · d2 vit löpare · e2 vit bonde · f2 vit bonde · h2 vit bonde · a1 vit torn · b1 vit springare · d1 vit drottning · e1 vit kung · f1 vit löpare · h1 vit torn | a8 svart torn · b8 svart springare · d8 svart drottning · e8 svart kung · h8 svart torn · a7 svart bonde · c7 svart bonde · d7 svart bonde · e7 svart löpare · f7 svart bonde · g7 svart bonde · h7 svart bonde · a6 svart löpare · b6 svart bonde · e6 svart bonde · f6 svart springare · c4 vit bonde · d4 vit bonde · b3 vit bonde · f3 vit springare · g3 vit bonde · a2 vit bonde · d2 vit löpare · e2 vit bonde · f2 vit bonde · h2 vit bonde · a1 vit torn · b1 vit springare · d1 vit drottning · e1 vit kung · f1 vit löpare · h1 vit torn | a8 svart torn · b8 svart springare · d8 svart drottning · e8 svart kung · h8 svart torn · a7 svart bonde · c7 svart bonde · d7 svart bonde · e7 svart löpare · f7 svart bonde · g7 svart bonde · h7 svart bonde · a6 svart löpare · b6 svart bonde · e6 svart bonde · f6 svart springare · c4 vit bonde · d4 vit bonde · b3 vit bonde · f3 vit springare · g3 vit bonde · a2 vit bonde · d2 vit löpare · e2 vit bonde · f2 vit bonde · h2 vit bonde · a1 vit torn · b1 vit springare · d1 vit drottning · e1 vit kung · f1 vit löpare · h1 vit torn | a8 svart torn · b8 svart springare · d8 svart drottning · e8 svart kung · h8 svart torn · a7 svart bonde · c7 svart bonde · d7 svart bonde · e7 svart löpare · f7 svart bonde · g7 svart bonde · h7 svart bonde · a6 svart löpare · b6 svart bonde · e6 svart bonde · f6 svart springare · c4 vit bonde · d4 vit bonde · b3 vit bonde · f3 vit springare · g3 vit bonde · a2 vit bonde · d2 vit löpare · e2 vit bonde · f2 vit bonde · h2 vit bonde · a1 vit torn · b1 vit springare · d1 vit drottning · e1 vit kung · f1 vit löpare · h1 vit torn | a8 svart torn · b8 svart springare · d8 svart drottning · e8 svart kung · h8 svart torn · a7 svart bonde · c7 svart bonde · d7 svart bonde · e7 svart löpare · f7 svart bonde · g7 svart bonde · h7 svart bonde · a6 svart löpare · b6 svart bonde · e6 svart bonde · f6 svart springare · c4 vit bonde · d4 vit bonde · b3 vit bonde · f3 vit springare · g3 vit bonde · a2 vit bonde · d2 vit löpare · e2 vit bonde · f2 vit bonde · h2 vit bonde · a1 vit torn · b1 vit springare · d1 vit drottning · e1 vit kung · f1 vit löpare · h1 vit torn | a8 svart torn · b8 svart springare · d8 svart drottning · e8 svart kung · h8 svart torn · a7 svart bonde · c7 svart bonde · d7 svart bonde · e7 svart löpare · f7 svart bonde · g7 svart bonde · h7 svart bonde · a6 svart löpare · b6 svart bonde · e6 svart bonde · f6 svart springare · c4 vit bonde · d4 vit bonde · b3 vit bonde · f3 vit springare · g3 vit bonde · a2 vit bonde · d2 vit löpare · e2 vit bonde · f2 vit bonde · h2 vit bonde · a1 vit torn · b1 vit springare · d1 vit drottning · e1 vit kung · f1 vit löpare · h1 vit torn | 7 |
| 6 | a8 svart torn · b8 svart springare · d8 svart drottning · e8 svart kung · h8 svart torn · a7 svart bonde · c7 svart bonde · d7 svart bonde · e7 svart löpare · f7 svart bonde · g7 svart bonde · h7 svart bonde · a6 svart löpare · b6 svart bonde · e6 svart bonde · f6 svart springare · c4 vit bonde · d4 vit bonde · b3 vit bonde · f3 vit springare · g3 vit bonde · a2 vit bonde · d2 vit löpare · e2 vit bonde · f2 vit bonde · h2 vit bonde · a1 vit torn · b1 vit springare · d1 vit drottning · e1 vit kung · f1 vit löpare · h1 vit torn | a8 svart torn · b8 svart springare · d8 svart drottning · e8 svart kung · h8 svart torn · a7 svart bonde · c7 svart bonde · d7 svart bonde · e7 svart löpare · f7 svart bonde · g7 svart bonde · h7 svart bonde · a6 svart löpare · b6 svart bonde · e6 svart bonde · f6 svart springare · c4 vit bonde · d4 vit bonde · b3 vit bonde · f3 vit springare · g3 vit bonde · a2 vit bonde · d2 vit löpare · e2 vit bonde · f2 vit bonde · h2 vit bonde · a1 vit torn · b1 vit springare · d1 vit drottning · e1 vit kung · f1 vit löpare · h1 vit torn | a8 svart torn · b8 svart springare · d8 svart drottning · e8 svart kung · h8 svart torn · a7 svart bonde · c7 svart bonde · d7 svart bonde · e7 svart löpare · f7 svart bonde · g7 svart bonde · h7 svart bonde · a6 svart löpare · b6 svart bonde · e6 svart bonde · f6 svart springare · c4 vit bonde · d4 vit bonde · b3 vit bonde · f3 vit springare · g3 vit bonde · a2 vit bonde · d2 vit löpare · e2 vit bonde · f2 vit bonde · h2 vit bonde · a1 vit torn · b1 vit springare · d1 vit drottning · e1 vit kung · f1 vit löpare · h1 vit torn | a8 svart torn · b8 svart springare · d8 svart drottning · e8 svart kung · h8 svart torn · a7 svart bonde · c7 svart bonde · d7 svart bonde · e7 svart löpare · f7 svart bonde · g7 svart bonde · h7 svart bonde · a6 svart löpare · b6 svart bonde · e6 svart bonde · f6 svart springare · c4 vit bonde · d4 vit bonde · b3 vit bonde · f3 vit springare · g3 vit bonde · a2 vit bonde · d2 vit löpare · e2 vit bonde · f2 vit bonde · h2 vit bonde · a1 vit torn · b1 vit springare · d1 vit drottning · e1 vit kung · f1 vit löpare · h1 vit torn | a8 svart torn · b8 svart springare · d8 svart drottning · e8 svart kung · h8 svart torn · a7 svart bonde · c7 svart bonde · d7 svart bonde · e7 svart löpare · f7 svart bonde · g7 svart bonde · h7 svart bonde · a6 svart löpare · b6 svart bonde · e6 svart bonde · f6 svart springare · c4 vit bonde · d4 vit bonde · b3 vit bonde · f3 vit springare · g3 vit bonde · a2 vit bonde · d2 vit löpare · e2 vit bonde · f2 vit bonde · h2 vit bonde · a1 vit torn · b1 vit springare · d1 vit drottning · e1 vit kung · f1 vit löpare · h1 vit torn | a8 svart torn · b8 svart springare · d8 svart drottning · e8 svart kung · h8 svart torn · a7 svart bonde · c7 svart bonde · d7 svart bonde · e7 svart löpare · f7 svart bonde · g7 svart bonde · h7 svart bonde · a6 svart löpare · b6 svart bonde · e6 svart bonde · f6 svart springare · c4 vit bonde · d4 vit bonde · b3 vit bonde · f3 vit springare · g3 vit bonde · a2 vit bonde · d2 vit löpare · e2 vit bonde · f2 vit bonde · h2 vit bonde · a1 vit torn · b1 vit springare · d1 vit drottning · e1 vit kung · f1 vit löpare · h1 vit torn | a8 svart torn · b8 svart springare · d8 svart drottning · e8 svart kung · h8 svart torn · a7 svart bonde · c7 svart bonde · d7 svart bonde · e7 svart löpare · f7 svart bonde · g7 svart bonde · h7 svart bonde · a6 svart löpare · b6 svart bonde · e6 svart bonde · f6 svart springare · c4 vit bonde · d4 vit bonde · b3 vit bonde · f3 vit springare · g3 vit bonde · a2 vit bonde · d2 vit löpare · e2 vit bonde · f2 vit bonde · h2 vit bonde · a1 vit torn · b1 vit springare · d1 vit drottning · e1 vit kung · f1 vit löpare · h1 vit torn | a8 svart torn · b8 svart springare · d8 svart drottning · e8 svart kung · h8 svart torn · a7 svart bonde · c7 svart bonde · d7 svart bonde · e7 svart löpare · f7 svart bonde · g7 svart bonde · h7 svart bonde · a6 svart löpare · b6 svart bonde · e6 svart bonde · f6 svart springare · c4 vit bonde · d4 vit bonde · b3 vit bonde · f3 vit springare · g3 vit bonde · a2 vit bonde · d2 vit löpare · e2 vit bonde · f2 vit bonde · h2 vit bonde · a1 vit torn · b1 vit springare · d1 vit drottning · e1 vit kung · f1 vit löpare · h1 vit torn | 6 |
| 5 | a8 svart torn · b8 svart springare · d8 svart drottning · e8 svart kung · h8 svart torn · a7 svart bonde · c7 svart bonde · d7 svart bonde · e7 svart löpare · f7 svart bonde · g7 svart bonde · h7 svart bonde · a6 svart löpare · b6 svart bonde · e6 svart bonde · f6 svart springare · c4 vit bonde · d4 vit bonde · b3 vit bonde · f3 vit springare · g3 vit bonde · a2 vit bonde · d2 vit löpare · e2 vit bonde · f2 vit bonde · h2 vit bonde · a1 vit torn · b1 vit springare · d1 vit drottning · e1 vit kung · f1 vit löpare · h1 vit torn | a8 svart torn · b8 svart springare · d8 svart drottning · e8 svart kung · h8 svart torn · a7 svart bonde · c7 svart bonde · d7 svart bonde · e7 svart löpare · f7 svart bonde · g7 svart bonde · h7 svart bonde · a6 svart löpare · b6 svart bonde · e6 svart bonde · f6 svart springare · c4 vit bonde · d4 vit bonde · b3 vit bonde · f3 vit springare · g3 vit bonde · a2 vit bonde · d2 vit löpare · e2 vit bonde · f2 vit bonde · h2 vit bonde · a1 vit torn · b1 vit springare · d1 vit drottning · e1 vit kung · f1 vit löpare · h1 vit torn | a8 svart torn · b8 svart springare · d8 svart drottning · e8 svart kung · h8 svart torn · a7 svart bonde · c7 svart bonde · d7 svart bonde · e7 svart löpare · f7 svart bonde · g7 svart bonde · h7 svart bonde · a6 svart löpare · b6 svart bonde · e6 svart bonde · f6 svart springare · c4 vit bonde · d4 vit bonde · b3 vit bonde · f3 vit springare · g3 vit bonde · a2 vit bonde · d2 vit löpare · e2 vit bonde · f2 vit bonde · h2 vit bonde · a1 vit torn · b1 vit springare · d1 vit drottning · e1 vit kung · f1 vit löpare · h1 vit torn | a8 svart torn · b8 svart springare · d8 svart drottning · e8 svart kung · h8 svart torn · a7 svart bonde · c7 svart bonde · d7 svart bonde · e7 svart löpare · f7 svart bonde · g7 svart bonde · h7 svart bonde · a6 svart löpare · b6 svart bonde · e6 svart bonde · f6 svart springare · c4 vit bonde · d4 vit bonde · b3 vit bonde · f3 vit springare · g3 vit bonde · a2 vit bonde · d2 vit löpare · e2 vit bonde · f2 vit bonde · h2 vit bonde · a1 vit torn · b1 vit springare · d1 vit drottning · e1 vit kung · f1 vit löpare · h1 vit torn | a8 svart torn · b8 svart springare · d8 svart drottning · e8 svart kung · h8 svart torn · a7 svart bonde · c7 svart bonde · d7 svart bonde · e7 svart löpare · f7 svart bonde · g7 svart bonde · h7 svart bonde · a6 svart löpare · b6 svart bonde · e6 svart bonde · f6 svart springare · c4 vit bonde · d4 vit bonde · b3 vit bonde · f3 vit springare · g3 vit bonde · a2 vit bonde · d2 vit löpare · e2 vit bonde · f2 vit bonde · h2 vit bonde · a1 vit torn · b1 vit springare · d1 vit drottning · e1 vit kung · f1 vit löpare · h1 vit torn | a8 svart torn · b8 svart springare · d8 svart drottning · e8 svart kung · h8 svart torn · a7 svart bonde · c7 svart bonde · d7 svart bonde · e7 svart löpare · f7 svart bonde · g7 svart bonde · h7 svart bonde · a6 svart löpare · b6 svart bonde · e6 svart bonde · f6 svart springare · c4 vit bonde · d4 vit bonde · b3 vit bonde · f3 vit springare · g3 vit bonde · a2 vit bonde · d2 vit löpare · e2 vit bonde · f2 vit bonde · h2 vit bonde · a1 vit torn · b1 vit springare · d1 vit drottning · e1 vit kung · f1 vit löpare · h1 vit torn | a8 svart torn · b8 svart springare · d8 svart drottning · e8 svart kung · h8 svart torn · a7 svart bonde · c7 svart bonde · d7 svart bonde · e7 svart löpare · f7 svart bonde · g7 svart bonde · h7 svart bonde · a6 svart löpare · b6 svart bonde · e6 svart bonde · f6 svart springare · c4 vit bonde · d4 vit bonde · b3 vit bonde · f3 vit springare · g3 vit bonde · a2 vit bonde · d2 vit löpare · e2 vit bonde · f2 vit bonde · h2 vit bonde · a1 vit torn · b1 vit springare · d1 vit drottning · e1 vit kung · f1 vit löpare · h1 vit torn | a8 svart torn · b8 svart springare · d8 svart drottning · e8 svart kung · h8 svart torn · a7 svart bonde · c7 svart bonde · d7 svart bonde · e7 svart löpare · f7 svart bonde · g7 svart bonde · h7 svart bonde · a6 svart löpare · b6 svart bonde · e6 svart bonde · f6 svart springare · c4 vit bonde · d4 vit bonde · b3 vit bonde · f3 vit springare · g3 vit bonde · a2 vit bonde · d2 vit löpare · e2 vit bonde · f2 vit bonde · h2 vit bonde · a1 vit torn · b1 vit springare · d1 vit drottning · e1 vit kung · f1 vit löpare · h1 vit torn | 5 |
| 4 | a8 svart torn · b8 svart springare · d8 svart drottning · e8 svart kung · h8 svart torn · a7 svart bonde · c7 svart bonde · d7 svart bonde · e7 svart löpare · f7 svart bonde · g7 svart bonde · h7 svart bonde · a6 svart löpare · b6 svart bonde · e6 svart bonde · f6 svart springare · c4 vit bonde · d4 vit bonde · b3 vit bonde · f3 vit springare · g3 vit bonde · a2 vit bonde · d2 vit löpare · e2 vit bonde · f2 vit bonde · h2 vit bonde · a1 vit torn · b1 vit springare · d1 vit drottning · e1 vit kung · f1 vit löpare · h1 vit torn | a8 svart torn · b8 svart springare · d8 svart drottning · e8 svart kung · h8 svart torn · a7 svart bonde · c7 svart bonde · d7 svart bonde · e7 svart löpare · f7 svart bonde · g7 svart bonde · h7 svart bonde · a6 svart löpare · b6 svart bonde · e6 svart bonde · f6 svart springare · c4 vit bonde · d4 vit bonde · b3 vit bonde · f3 vit springare · g3 vit bonde · a2 vit bonde · d2 vit löpare · e2 vit bonde · f2 vit bonde · h2 vit bonde · a1 vit torn · b1 vit springare · d1 vit drottning · e1 vit kung · f1 vit löpare · h1 vit torn | a8 svart torn · b8 svart springare · d8 svart drottning · e8 svart kung · h8 svart torn · a7 svart bonde · c7 svart bonde · d7 svart bonde · e7 svart löpare · f7 svart bonde · g7 svart bonde · h7 svart bonde · a6 svart löpare · b6 svart bonde · e6 svart bonde · f6 svart springare · c4 vit bonde · d4 vit bonde · b3 vit bonde · f3 vit springare · g3 vit bonde · a2 vit bonde · d2 vit löpare · e2 vit bonde · f2 vit bonde · h2 vit bonde · a1 vit torn · b1 vit springare · d1 vit drottning · e1 vit kung · f1 vit löpare · h1 vit torn | a8 svart torn · b8 svart springare · d8 svart drottning · e8 svart kung · h8 svart torn · a7 svart bonde · c7 svart bonde · d7 svart bonde · e7 svart löpare · f7 svart bonde · g7 svart bonde · h7 svart bonde · a6 svart löpare · b6 svart bonde · e6 svart bonde · f6 svart springare · c4 vit bonde · d4 vit bonde · b3 vit bonde · f3 vit springare · g3 vit bonde · a2 vit bonde · d2 vit löpare · e2 vit bonde · f2 vit bonde · h2 vit bonde · a1 vit torn · b1 vit springare · d1 vit drottning · e1 vit kung · f1 vit löpare · h1 vit torn | a8 svart torn · b8 svart springare · d8 svart drottning · e8 svart kung · h8 svart torn · a7 svart bonde · c7 svart bonde · d7 svart bonde · e7 svart löpare · f7 svart bonde · g7 svart bonde · h7 svart bonde · a6 svart löpare · b6 svart bonde · e6 svart bonde · f6 svart springare · c4 vit bonde · d4 vit bonde · b3 vit bonde · f3 vit springare · g3 vit bonde · a2 vit bonde · d2 vit löpare · e2 vit bonde · f2 vit bonde · h2 vit bonde · a1 vit torn · b1 vit springare · d1 vit drottning · e1 vit kung · f1 vit löpare · h1 vit torn | a8 svart torn · b8 svart springare · d8 svart drottning · e8 svart kung · h8 svart torn · a7 svart bonde · c7 svart bonde · d7 svart bonde · e7 svart löpare · f7 svart bonde · g7 svart bonde · h7 svart bonde · a6 svart löpare · b6 svart bonde · e6 svart bonde · f6 svart springare · c4 vit bonde · d4 vit bonde · b3 vit bonde · f3 vit springare · g3 vit bonde · a2 vit bonde · d2 vit löpare · e2 vit bonde · f2 vit bonde · h2 vit bonde · a1 vit torn · b1 vit springare · d1 vit drottning · e1 vit kung · f1 vit löpare · h1 vit torn | a8 svart torn · b8 svart springare · d8 svart drottning · e8 svart kung · h8 svart torn · a7 svart bonde · c7 svart bonde · d7 svart bonde · e7 svart löpare · f7 svart bonde · g7 svart bonde · h7 svart bonde · a6 svart löpare · b6 svart bonde · e6 svart bonde · f6 svart springare · c4 vit bonde · d4 vit bonde · b3 vit bonde · f3 vit springare · g3 vit bonde · a2 vit bonde · d2 vit löpare · e2 vit bonde · f2 vit bonde · h2 vit bonde · a1 vit torn · b1 vit springare · d1 vit drottning · e1 vit kung · f1 vit löpare · h1 vit torn | a8 svart torn · b8 svart springare · d8 svart drottning · e8 svart kung · h8 svart torn · a7 svart bonde · c7 svart bonde · d7 svart bonde · e7 svart löpare · f7 svart bonde · g7 svart bonde · h7 svart bonde · a6 svart löpare · b6 svart bonde · e6 svart bonde · f6 svart springare · c4 vit bonde · d4 vit bonde · b3 vit bonde · f3 vit springare · g3 vit bonde · a2 vit bonde · d2 vit löpare · e2 vit bonde · f2 vit bonde · h2 vit bonde · a1 vit torn · b1 vit springare · d1 vit drottning · e1 vit kung · f1 vit löpare · h1 vit torn | 4 |
| 3 | a8 svart torn · b8 svart springare · d8 svart drottning · e8 svart kung · h8 svart torn · a7 svart bonde · c7 svart bonde · d7 svart bonde · e7 svart löpare · f7 svart bonde · g7 svart bonde · h7 svart bonde · a6 svart löpare · b6 svart bonde · e6 svart bonde · f6 svart springare · c4 vit bonde · d4 vit bonde · b3 vit bonde · f3 vit springare · g3 vit bonde · a2 vit bonde · d2 vit löpare · e2 vit bonde · f2 vit bonde · h2 vit bonde · a1 vit torn · b1 vit springare · d1 vit drottning · e1 vit kung · f1 vit löpare · h1 vit torn | a8 svart torn · b8 svart springare · d8 svart drottning · e8 svart kung · h8 svart torn · a7 svart bonde · c7 svart bonde · d7 svart bonde · e7 svart löpare · f7 svart bonde · g7 svart bonde · h7 svart bonde · a6 svart löpare · b6 svart bonde · e6 svart bonde · f6 svart springare · c4 vit bonde · d4 vit bonde · b3 vit bonde · f3 vit springare · g3 vit bonde · a2 vit bonde · d2 vit löpare · e2 vit bonde · f2 vit bonde · h2 vit bonde · a1 vit torn · b1 vit springare · d1 vit drottning · e1 vit kung · f1 vit löpare · h1 vit torn | a8 svart torn · b8 svart springare · d8 svart drottning · e8 svart kung · h8 svart torn · a7 svart bonde · c7 svart bonde · d7 svart bonde · e7 svart löpare · f7 svart bonde · g7 svart bonde · h7 svart bonde · a6 svart löpare · b6 svart bonde · e6 svart bonde · f6 svart springare · c4 vit bonde · d4 vit bonde · b3 vit bonde · f3 vit springare · g3 vit bonde · a2 vit bonde · d2 vit löpare · e2 vit bonde · f2 vit bonde · h2 vit bonde · a1 vit torn · b1 vit springare · d1 vit drottning · e1 vit kung · f1 vit löpare · h1 vit torn | a8 svart torn · b8 svart springare · d8 svart drottning · e8 svart kung · h8 svart torn · a7 svart bonde · c7 svart bonde · d7 svart bonde · e7 svart löpare · f7 svart bonde · g7 svart bonde · h7 svart bonde · a6 svart löpare · b6 svart bonde · e6 svart bonde · f6 svart springare · c4 vit bonde · d4 vit bonde · b3 vit bonde · f3 vit springare · g3 vit bonde · a2 vit bonde · d2 vit löpare · e2 vit bonde · f2 vit bonde · h2 vit bonde · a1 vit torn · b1 vit springare · d1 vit drottning · e1 vit kung · f1 vit löpare · h1 vit torn | a8 svart torn · b8 svart springare · d8 svart drottning · e8 svart kung · h8 svart torn · a7 svart bonde · c7 svart bonde · d7 svart bonde · e7 svart löpare · f7 svart bonde · g7 svart bonde · h7 svart bonde · a6 svart löpare · b6 svart bonde · e6 svart bonde · f6 svart springare · c4 vit bonde · d4 vit bonde · b3 vit bonde · f3 vit springare · g3 vit bonde · a2 vit bonde · d2 vit löpare · e2 vit bonde · f2 vit bonde · h2 vit bonde · a1 vit torn · b1 vit springare · d1 vit drottning · e1 vit kung · f1 vit löpare · h1 vit torn | a8 svart torn · b8 svart springare · d8 svart drottning · e8 svart kung · h8 svart torn · a7 svart bonde · c7 svart bonde · d7 svart bonde · e7 svart löpare · f7 svart bonde · g7 svart bonde · h7 svart bonde · a6 svart löpare · b6 svart bonde · e6 svart bonde · f6 svart springare · c4 vit bonde · d4 vit bonde · b3 vit bonde · f3 vit springare · g3 vit bonde · a2 vit bonde · d2 vit löpare · e2 vit bonde · f2 vit bonde · h2 vit bonde · a1 vit torn · b1 vit springare · d1 vit drottning · e1 vit kung · f1 vit löpare · h1 vit torn | a8 svart torn · b8 svart springare · d8 svart drottning · e8 svart kung · h8 svart torn · a7 svart bonde · c7 svart bonde · d7 svart bonde · e7 svart löpare · f7 svart bonde · g7 svart bonde · h7 svart bonde · a6 svart löpare · b6 svart bonde · e6 svart bonde · f6 svart springare · c4 vit bonde · d4 vit bonde · b3 vit bonde · f3 vit springare · g3 vit bonde · a2 vit bonde · d2 vit löpare · e2 vit bonde · f2 vit bonde · h2 vit bonde · a1 vit torn · b1 vit springare · d1 vit drottning · e1 vit kung · f1 vit löpare · h1 vit torn | a8 svart torn · b8 svart springare · d8 svart drottning · e8 svart kung · h8 svart torn · a7 svart bonde · c7 svart bonde · d7 svart bonde · e7 svart löpare · f7 svart bonde · g7 svart bonde · h7 svart bonde · a6 svart löpare · b6 svart bonde · e6 svart bonde · f6 svart springare · c4 vit bonde · d4 vit bonde · b3 vit bonde · f3 vit springare · g3 vit bonde · a2 vit bonde · d2 vit löpare · e2 vit bonde · f2 vit bonde · h2 vit bonde · a1 vit torn · b1 vit springare · d1 vit drottning · e1 vit kung · f1 vit löpare · h1 vit torn | 3 |
| 2 | a8 svart torn · b8 svart springare · d8 svart drottning · e8 svart kung · h8 svart torn · a7 svart bonde · c7 svart bonde · d7 svart bonde · e7 svart löpare · f7 svart bonde · g7 svart bonde · h7 svart bonde · a6 svart löpare · b6 svart bonde · e6 svart bonde · f6 svart springare · c4 vit bonde · d4 vit bonde · b3 vit bonde · f3 vit springare · g3 vit bonde · a2 vit bonde · d2 vit löpare · e2 vit bonde · f2 vit bonde · h2 vit bonde · a1 vit torn · b1 vit springare · d1 vit drottning · e1 vit kung · f1 vit löpare · h1 vit torn | a8 svart torn · b8 svart springare · d8 svart drottning · e8 svart kung · h8 svart torn · a7 svart bonde · c7 svart bonde · d7 svart bonde · e7 svart löpare · f7 svart bonde · g7 svart bonde · h7 svart bonde · a6 svart löpare · b6 svart bonde · e6 svart bonde · f6 svart springare · c4 vit bonde · d4 vit bonde · b3 vit bonde · f3 vit springare · g3 vit bonde · a2 vit bonde · d2 vit löpare · e2 vit bonde · f2 vit bonde · h2 vit bonde · a1 vit torn · b1 vit springare · d1 vit drottning · e1 vit kung · f1 vit löpare · h1 vit torn | a8 svart torn · b8 svart springare · d8 svart drottning · e8 svart kung · h8 svart torn · a7 svart bonde · c7 svart bonde · d7 svart bonde · e7 svart löpare · f7 svart bonde · g7 svart bonde · h7 svart bonde · a6 svart löpare · b6 svart bonde · e6 svart bonde · f6 svart springare · c4 vit bonde · d4 vit bonde · b3 vit bonde · f3 vit springare · g3 vit bonde · a2 vit bonde · d2 vit löpare · e2 vit bonde · f2 vit bonde · h2 vit bonde · a1 vit torn · b1 vit springare · d1 vit drottning · e1 vit kung · f1 vit löpare · h1 vit torn | a8 svart torn · b8 svart springare · d8 svart drottning · e8 svart kung · h8 svart torn · a7 svart bonde · c7 svart bonde · d7 svart bonde · e7 svart löpare · f7 svart bonde · g7 svart bonde · h7 svart bonde · a6 svart löpare · b6 svart bonde · e6 svart bonde · f6 svart springare · c4 vit bonde · d4 vit bonde · b3 vit bonde · f3 vit springare · g3 vit bonde · a2 vit bonde · d2 vit löpare · e2 vit bonde · f2 vit bonde · h2 vit bonde · a1 vit torn · b1 vit springare · d1 vit drottning · e1 vit kung · f1 vit löpare · h1 vit torn | a8 svart torn · b8 svart springare · d8 svart drottning · e8 svart kung · h8 svart torn · a7 svart bonde · c7 svart bonde · d7 svart bonde · e7 svart löpare · f7 svart bonde · g7 svart bonde · h7 svart bonde · a6 svart löpare · b6 svart bonde · e6 svart bonde · f6 svart springare · c4 vit bonde · d4 vit bonde · b3 vit bonde · f3 vit springare · g3 vit bonde · a2 vit bonde · d2 vit löpare · e2 vit bonde · f2 vit bonde · h2 vit bonde · a1 vit torn · b1 vit springare · d1 vit drottning · e1 vit kung · f1 vit löpare · h1 vit torn | a8 svart torn · b8 svart springare · d8 svart drottning · e8 svart kung · h8 svart torn · a7 svart bonde · c7 svart bonde · d7 svart bonde · e7 svart löpare · f7 svart bonde · g7 svart bonde · h7 svart bonde · a6 svart löpare · b6 svart bonde · e6 svart bonde · f6 svart springare · c4 vit bonde · d4 vit bonde · b3 vit bonde · f3 vit springare · g3 vit bonde · a2 vit bonde · d2 vit löpare · e2 vit bonde · f2 vit bonde · h2 vit bonde · a1 vit torn · b1 vit springare · d1 vit drottning · e1 vit kung · f1 vit löpare · h1 vit torn | a8 svart torn · b8 svart springare · d8 svart drottning · e8 svart kung · h8 svart torn · a7 svart bonde · c7 svart bonde · d7 svart bonde · e7 svart löpare · f7 svart bonde · g7 svart bonde · h7 svart bonde · a6 svart löpare · b6 svart bonde · e6 svart bonde · f6 svart springare · c4 vit bonde · d4 vit bonde · b3 vit bonde · f3 vit springare · g3 vit bonde · a2 vit bonde · d2 vit löpare · e2 vit bonde · f2 vit bonde · h2 vit bonde · a1 vit torn · b1 vit springare · d1 vit drottning · e1 vit kung · f1 vit löpare · h1 vit torn | a8 svart torn · b8 svart springare · d8 svart drottning · e8 svart kung · h8 svart torn · a7 svart bonde · c7 svart bonde · d7 svart bonde · e7 svart löpare · f7 svart bonde · g7 svart bonde · h7 svart bonde · a6 svart löpare · b6 svart bonde · e6 svart bonde · f6 svart springare · c4 vit bonde · d4 vit bonde · b3 vit bonde · f3 vit springare · g3 vit bonde · a2 vit bonde · d2 vit löpare · e2 vit bonde · f2 vit bonde · h2 vit bonde · a1 vit torn · b1 vit springare · d1 vit drottning · e1 vit kung · f1 vit löpare · h1 vit torn | 2 |
| 1 | a8 svart torn · b8 svart springare · d8 svart drottning · e8 svart kung · h8 svart torn · a7 svart bonde · c7 svart bonde · d7 svart bonde · e7 svart löpare · f7 svart bonde · g7 svart bonde · h7 svart bonde · a6 svart löpare · b6 svart bonde · e6 svart bonde · f6 svart springare · c4 vit bonde · d4 vit bonde · b3 vit bonde · f3 vit springare · g3 vit bonde · a2 vit bonde · d2 vit löpare · e2 vit bonde · f2 vit bonde · h2 vit bonde · a1 vit torn · b1 vit springare · d1 vit drottning · e1 vit kung · f1 vit löpare · h1 vit torn | a8 svart torn · b8 svart springare · d8 svart drottning · e8 svart kung · h8 svart torn · a7 svart bonde · c7 svart bonde · d7 svart bonde · e7 svart löpare · f7 svart bonde · g7 svart bonde · h7 svart bonde · a6 svart löpare · b6 svart bonde · e6 svart bonde · f6 svart springare · c4 vit bonde · d4 vit bonde · b3 vit bonde · f3 vit springare · g3 vit bonde · a2 vit bonde · d2 vit löpare · e2 vit bonde · f2 vit bonde · h2 vit bonde · a1 vit torn · b1 vit springare · d1 vit drottning · e1 vit kung · f1 vit löpare · h1 vit torn | a8 svart torn · b8 svart springare · d8 svart drottning · e8 svart kung · h8 svart torn · a7 svart bonde · c7 svart bonde · d7 svart bonde · e7 svart löpare · f7 svart bonde · g7 svart bonde · h7 svart bonde · a6 svart löpare · b6 svart bonde · e6 svart bonde · f6 svart springare · c4 vit bonde · d4 vit bonde · b3 vit bonde · f3 vit springare · g3 vit bonde · a2 vit bonde · d2 vit löpare · e2 vit bonde · f2 vit bonde · h2 vit bonde · a1 vit torn · b1 vit springare · d1 vit drottning · e1 vit kung · f1 vit löpare · h1 vit torn | a8 svart torn · b8 svart springare · d8 svart drottning · e8 svart kung · h8 svart torn · a7 svart bonde · c7 svart bonde · d7 svart bonde · e7 svart löpare · f7 svart bonde · g7 svart bonde · h7 svart bonde · a6 svart löpare · b6 svart bonde · e6 svart bonde · f6 svart springare · c4 vit bonde · d4 vit bonde · b3 vit bonde · f3 vit springare · g3 vit bonde · a2 vit bonde · d2 vit löpare · e2 vit bonde · f2 vit bonde · h2 vit bonde · a1 vit torn · b1 vit springare · d1 vit drottning · e1 vit kung · f1 vit löpare · h1 vit torn | a8 svart torn · b8 svart springare · d8 svart drottning · e8 svart kung · h8 svart torn · a7 svart bonde · c7 svart bonde · d7 svart bonde · e7 svart löpare · f7 svart bonde · g7 svart bonde · h7 svart bonde · a6 svart löpare · b6 svart bonde · e6 svart bonde · f6 svart springare · c4 vit bonde · d4 vit bonde · b3 vit bonde · f3 vit springare · g3 vit bonde · a2 vit bonde · d2 vit löpare · e2 vit bonde · f2 vit bonde · h2 vit bonde · a1 vit torn · b1 vit springare · d1 vit drottning · e1 vit kung · f1 vit löpare · h1 vit torn | a8 svart torn · b8 svart springare · d8 svart drottning · e8 svart kung · h8 svart torn · a7 svart bonde · c7 svart bonde · d7 svart bonde · e7 svart löpare · f7 svart bonde · g7 svart bonde · h7 svart bonde · a6 svart löpare · b6 svart bonde · e6 svart bonde · f6 svart springare · c4 vit bonde · d4 vit bonde · b3 vit bonde · f3 vit springare · g3 vit bonde · a2 vit bonde · d2 vit löpare · e2 vit bonde · f2 vit bonde · h2 vit bonde · a1 vit torn · b1 vit springare · d1 vit drottning · e1 vit kung · f1 vit löpare · h1 vit torn | a8 svart torn · b8 svart springare · d8 svart drottning · e8 svart kung · h8 svart torn · a7 svart bonde · c7 svart bonde · d7 svart bonde · e7 svart löpare · f7 svart bonde · g7 svart bonde · h7 svart bonde · a6 svart löpare · b6 svart bonde · e6 svart bonde · f6 svart springare · c4 vit bonde · d4 vit bonde · b3 vit bonde · f3 vit springare · g3 vit bonde · a2 vit bonde · d2 vit löpare · e2 vit bonde · f2 vit bonde · h2 vit bonde · a1 vit torn · b1 vit springare · d1 vit drottning · e1 vit kung · f1 vit löpare · h1 vit torn | a8 svart torn · b8 svart springare · d8 svart drottning · e8 svart kung · h8 svart torn · a7 svart bonde · c7 svart bonde · d7 svart bonde · e7 svart löpare · f7 svart bonde · g7 svart bonde · h7 svart bonde · a6 svart löpare · b6 svart bonde · e6 svart bonde · f6 svart springare · c4 vit bonde · d4 vit bonde · b3 vit bonde · f3 vit springare · g3 vit bonde · a2 vit bonde · d2 vit löpare · e2 vit bonde · f2 vit bonde · h2 vit bonde · a1 vit torn · b1 vit springare · d1 vit drottning · e1 vit kung · f1 vit löpare · h1 vit torn | 1 |
|   | a | b | c | d | e | f | g | h |   |

Den nya, eller moderna, huvudvarianten med 4...La6 är mer aktiv än den gamla med 4...Lb7. Svart angriper vits bonde på c4 och det finns inget riktigt bra sätt att försvara den. Det vanligaste är 5.b3 men det innebär en liten försvagning av fältet c3. Vit kan också försvara bonden med damen, till exempel 5.Da4 Lb7 6.Lg2 c5, 5.Dc2 Lb7 6.Lg2 c5 eller 5.Db3 Sc6 6.Sbd2, eller med springaren, till exempel 5.Sbd2 Lb4 6.Dc2. 
Efter 5.b3 fortsätter svart normalt med 5...Lb4+. 
Ett alternativ är 5...Lb7 6.Lg2 Lb4+ 7.Ld2 a5 8.0–0 0–0. Även 5...d5 och 5...b5 förekommer.
6.Ld2 (6.Sbd2? är ett misstag som förlorar material efter 6…Lc3 7.Tb1 Lb7 med hotet 8…Le4) 6...Le7 (se diagram). 
Huvudvarianten fortsätter nu 7.Lg2 (eller 7.Sc3 0–0) 7...c6 8.Lc3 (vit kan också spela 8.0–0 men normalt vill man ha fältet d2 ledigt för springaren för att gardera c4) 8...d5 9.Se5 (eller 9.Sbd2 Sbd7 10.0–0 0–0 11.Te1) 9...Sfd7 10.Sxd7 Sxd7 11.Sd2 0–0 12.0–0 Tc8 13.e4. 

### Gamla huvudvarianten (4.g3 Lb7)
|   | a | b | c | d | e | f | g | h |   |
| 8 | a8 svart torn · b8 svart springare · d8 svart drottning · f8 svart torn · g8 svart kung · a7 svart bonde · b7 svart löpare · c7 svart bonde · d7 svart bonde · e7 svart löpare · f7 svart bonde · g7 svart bonde · h7 svart bonde · b6 svart bonde · e6 svart bonde · c4 vit bonde · d4 vit bonde · e4 svart springare · c3 vit springare · f3 vit springare · g3 vit bonde · a2 vit bonde · b2 vit bonde · e2 vit bonde · f2 vit bonde · g2 vit löpare · h2 vit bonde · a1 vit torn · c1 vit löpare · d1 vit drottning · f1 vit torn · g1 vit kung | a8 svart torn · b8 svart springare · d8 svart drottning · f8 svart torn · g8 svart kung · a7 svart bonde · b7 svart löpare · c7 svart bonde · d7 svart bonde · e7 svart löpare · f7 svart bonde · g7 svart bonde · h7 svart bonde · b6 svart bonde · e6 svart bonde · c4 vit bonde · d4 vit bonde · e4 svart springare · c3 vit springare · f3 vit springare · g3 vit bonde · a2 vit bonde · b2 vit bonde · e2 vit bonde · f2 vit bonde · g2 vit löpare · h2 vit bonde · a1 vit torn · c1 vit löpare · d1 vit drottning · f1 vit torn · g1 vit kung | a8 svart torn · b8 svart springare · d8 svart drottning · f8 svart torn · g8 svart kung · a7 svart bonde · b7 svart löpare · c7 svart bonde · d7 svart bonde · e7 svart löpare · f7 svart bonde · g7 svart bonde · h7 svart bonde · b6 svart bonde · e6 svart bonde · c4 vit bonde · d4 vit bonde · e4 svart springare · c3 vit springare · f3 vit springare · g3 vit bonde · a2 vit bonde · b2 vit bonde · e2 vit bonde · f2 vit bonde · g2 vit löpare · h2 vit bonde · a1 vit torn · c1 vit löpare · d1 vit drottning · f1 vit torn · g1 vit kung | a8 svart torn · b8 svart springare · d8 svart drottning · f8 svart torn · g8 svart kung · a7 svart bonde · b7 svart löpare · c7 svart bonde · d7 svart bonde · e7 svart löpare · f7 svart bonde · g7 svart bonde · h7 svart bonde · b6 svart bonde · e6 svart bonde · c4 vit bonde · d4 vit bonde · e4 svart springare · c3 vit springare · f3 vit springare · g3 vit bonde · a2 vit bonde · b2 vit bonde · e2 vit bonde · f2 vit bonde · g2 vit löpare · h2 vit bonde · a1 vit torn · c1 vit löpare · d1 vit drottning · f1 vit torn · g1 vit kung | a8 svart torn · b8 svart springare · d8 svart drottning · f8 svart torn · g8 svart kung · a7 svart bonde · b7 svart löpare · c7 svart bonde · d7 svart bonde · e7 svart löpare · f7 svart bonde · g7 svart bonde · h7 svart bonde · b6 svart bonde · e6 svart bonde · c4 vit bonde · d4 vit bonde · e4 svart springare · c3 vit springare · f3 vit springare · g3 vit bonde · a2 vit bonde · b2 vit bonde · e2 vit bonde · f2 vit bonde · g2 vit löpare · h2 vit bonde · a1 vit torn · c1 vit löpare · d1 vit drottning · f1 vit torn · g1 vit kung | a8 svart torn · b8 svart springare · d8 svart drottning · f8 svart torn · g8 svart kung · a7 svart bonde · b7 svart löpare · c7 svart bonde · d7 svart bonde · e7 svart löpare · f7 svart bonde · g7 svart bonde · h7 svart bonde · b6 svart bonde · e6 svart bonde · c4 vit bonde · d4 vit bonde · e4 svart springare · c3 vit springare · f3 vit springare · g3 vit bonde · a2 vit bonde · b2 vit bonde · e2 vit bonde · f2 vit bonde · g2 vit löpare · h2 vit bonde · a1 vit torn · c1 vit löpare · d1 vit drottning · f1 vit torn · g1 vit kung | a8 svart torn · b8 svart springare · d8 svart drottning · f8 svart torn · g8 svart kung · a7 svart bonde · b7 svart löpare · c7 svart bonde · d7 svart bonde · e7 svart löpare · f7 svart bonde · g7 svart bonde · h7 svart bonde · b6 svart bonde · e6 svart bonde · c4 vit bonde · d4 vit bonde · e4 svart springare · c3 vit springare · f3 vit springare · g3 vit bonde · a2 vit bonde · b2 vit bonde · e2 vit bonde · f2 vit bonde · g2 vit löpare · h2 vit bonde · a1 vit torn · c1 vit löpare · d1 vit drottning · f1 vit torn · g1 vit kung | a8 svart torn · b8 svart springare · d8 svart drottning · f8 svart torn · g8 svart kung · a7 svart bonde · b7 svart löpare · c7 svart bonde · d7 svart bonde · e7 svart löpare · f7 svart bonde · g7 svart bonde · h7 svart bonde · b6 svart bonde · e6 svart bonde · c4 vit bonde · d4 vit bonde · e4 svart springare · c3 vit springare · f3 vit springare · g3 vit bonde · a2 vit bonde · b2 vit bonde · e2 vit bonde · f2 vit bonde · g2 vit löpare · h2 vit bonde · a1 vit torn · c1 vit löpare · d1 vit drottning · f1 vit torn · g1 vit kung | 8 |
| 7 | a8 svart torn · b8 svart springare · d8 svart drottning · f8 svart torn · g8 svart kung · a7 svart bonde · b7 svart löpare · c7 svart bonde · d7 svart bonde · e7 svart löpare · f7 svart bonde · g7 svart bonde · h7 svart bonde · b6 svart bonde · e6 svart bonde · c4 vit bonde · d4 vit bonde · e4 svart springare · c3 vit springare · f3 vit springare · g3 vit bonde · a2 vit bonde · b2 vit bonde · e2 vit bonde · f2 vit bonde · g2 vit löpare · h2 vit bonde · a1 vit torn · c1 vit löpare · d1 vit drottning · f1 vit torn · g1 vit kung | a8 svart torn · b8 svart springare · d8 svart drottning · f8 svart torn · g8 svart kung · a7 svart bonde · b7 svart löpare · c7 svart bonde · d7 svart bonde · e7 svart löpare · f7 svart bonde · g7 svart bonde · h7 svart bonde · b6 svart bonde · e6 svart bonde · c4 vit bonde · d4 vit bonde · e4 svart springare · c3 vit springare · f3 vit springare · g3 vit bonde · a2 vit bonde · b2 vit bonde · e2 vit bonde · f2 vit bonde · g2 vit löpare · h2 vit bonde · a1 vit torn · c1 vit löpare · d1 vit drottning · f1 vit torn · g1 vit kung | a8 svart torn · b8 svart springare · d8 svart drottning · f8 svart torn · g8 svart kung · a7 svart bonde · b7 svart löpare · c7 svart bonde · d7 svart bonde · e7 svart löpare · f7 svart bonde · g7 svart bonde · h7 svart bonde · b6 svart bonde · e6 svart bonde · c4 vit bonde · d4 vit bonde · e4 svart springare · c3 vit springare · f3 vit springare · g3 vit bonde · a2 vit bonde · b2 vit bonde · e2 vit bonde · f2 vit bonde · g2 vit löpare · h2 vit bonde · a1 vit torn · c1 vit löpare · d1 vit drottning · f1 vit torn · g1 vit kung | a8 svart torn · b8 svart springare · d8 svart drottning · f8 svart torn · g8 svart kung · a7 svart bonde · b7 svart löpare · c7 svart bonde · d7 svart bonde · e7 svart löpare · f7 svart bonde · g7 svart bonde · h7 svart bonde · b6 svart bonde · e6 svart bonde · c4 vit bonde · d4 vit bonde · e4 svart springare · c3 vit springare · f3 vit springare · g3 vit bonde · a2 vit bonde · b2 vit bonde · e2 vit bonde · f2 vit bonde · g2 vit löpare · h2 vit bonde · a1 vit torn · c1 vit löpare · d1 vit drottning · f1 vit torn · g1 vit kung | a8 svart torn · b8 svart springare · d8 svart drottning · f8 svart torn · g8 svart kung · a7 svart bonde · b7 svart löpare · c7 svart bonde · d7 svart bonde · e7 svart löpare · f7 svart bonde · g7 svart bonde · h7 svart bonde · b6 svart bonde · e6 svart bonde · c4 vit bonde · d4 vit bonde · e4 svart springare · c3 vit springare · f3 vit springare · g3 vit bonde · a2 vit bonde · b2 vit bonde · e2 vit bonde · f2 vit bonde · g2 vit löpare · h2 vit bonde · a1 vit torn · c1 vit löpare · d1 vit drottning · f1 vit torn · g1 vit kung | a8 svart torn · b8 svart springare · d8 svart drottning · f8 svart torn · g8 svart kung · a7 svart bonde · b7 svart löpare · c7 svart bonde · d7 svart bonde · e7 svart löpare · f7 svart bonde · g7 svart bonde · h7 svart bonde · b6 svart bonde · e6 svart bonde · c4 vit bonde · d4 vit bonde · e4 svart springare · c3 vit springare · f3 vit springare · g3 vit bonde · a2 vit bonde · b2 vit bonde · e2 vit bonde · f2 vit bonde · g2 vit löpare · h2 vit bonde · a1 vit torn · c1 vit löpare · d1 vit drottning · f1 vit torn · g1 vit kung | a8 svart torn · b8 svart springare · d8 svart drottning · f8 svart torn · g8 svart kung · a7 svart bonde · b7 svart löpare · c7 svart bonde · d7 svart bonde · e7 svart löpare · f7 svart bonde · g7 svart bonde · h7 svart bonde · b6 svart bonde · e6 svart bonde · c4 vit bonde · d4 vit bonde · e4 svart springare · c3 vit springare · f3 vit springare · g3 vit bonde · a2 vit bonde · b2 vit bonde · e2 vit bonde · f2 vit bonde · g2 vit löpare · h2 vit bonde · a1 vit torn · c1 vit löpare · d1 vit drottning · f1 vit torn · g1 vit kung | a8 svart torn · b8 svart springare · d8 svart drottning · f8 svart torn · g8 svart kung · a7 svart bonde · b7 svart löpare · c7 svart bonde · d7 svart bonde · e7 svart löpare · f7 svart bonde · g7 svart bonde · h7 svart bonde · b6 svart bonde · e6 svart bonde · c4 vit bonde · d4 vit bonde · e4 svart springare · c3 vit springare · f3 vit springare · g3 vit bonde · a2 vit bonde · b2 vit bonde · e2 vit bonde · f2 vit bonde · g2 vit löpare · h2 vit bonde · a1 vit torn · c1 vit löpare · d1 vit drottning · f1 vit torn · g1 vit kung | 7 |
| 6 | a8 svart torn · b8 svart springare · d8 svart drottning · f8 svart torn · g8 svart kung · a7 svart bonde · b7 svart löpare · c7 svart bonde · d7 svart bonde · e7 svart löpare · f7 svart bonde · g7 svart bonde · h7 svart bonde · b6 svart bonde · e6 svart bonde · c4 vit bonde · d4 vit bonde · e4 svart springare · c3 vit springare · f3 vit springare · g3 vit bonde · a2 vit bonde · b2 vit bonde · e2 vit bonde · f2 vit bonde · g2 vit löpare · h2 vit bonde · a1 vit torn · c1 vit löpare · d1 vit drottning · f1 vit torn · g1 vit kung | a8 svart torn · b8 svart springare · d8 svart drottning · f8 svart torn · g8 svart kung · a7 svart bonde · b7 svart löpare · c7 svart bonde · d7 svart bonde · e7 svart löpare · f7 svart bonde · g7 svart bonde · h7 svart bonde · b6 svart bonde · e6 svart bonde · c4 vit bonde · d4 vit bonde · e4 svart springare · c3 vit springare · f3 vit springare · g3 vit bonde · a2 vit bonde · b2 vit bonde · e2 vit bonde · f2 vit bonde · g2 vit löpare · h2 vit bonde · a1 vit torn · c1 vit löpare · d1 vit drottning · f1 vit torn · g1 vit kung | a8 svart torn · b8 svart springare · d8 svart drottning · f8 svart torn · g8 svart kung · a7 svart bonde · b7 svart löpare · c7 svart bonde · d7 svart bonde · e7 svart löpare · f7 svart bonde · g7 svart bonde · h7 svart bonde · b6 svart bonde · e6 svart bonde · c4 vit bonde · d4 vit bonde · e4 svart springare · c3 vit springare · f3 vit springare · g3 vit bonde · a2 vit bonde · b2 vit bonde · e2 vit bonde · f2 vit bonde · g2 vit löpare · h2 vit bonde · a1 vit torn · c1 vit löpare · d1 vit drottning · f1 vit torn · g1 vit kung | a8 svart torn · b8 svart springare · d8 svart drottning · f8 svart torn · g8 svart kung · a7 svart bonde · b7 svart löpare · c7 svart bonde · d7 svart bonde · e7 svart löpare · f7 svart bonde · g7 svart bonde · h7 svart bonde · b6 svart bonde · e6 svart bonde · c4 vit bonde · d4 vit bonde · e4 svart springare · c3 vit springare · f3 vit springare · g3 vit bonde · a2 vit bonde · b2 vit bonde · e2 vit bonde · f2 vit bonde · g2 vit löpare · h2 vit bonde · a1 vit torn · c1 vit löpare · d1 vit drottning · f1 vit torn · g1 vit kung | a8 svart torn · b8 svart springare · d8 svart drottning · f8 svart torn · g8 svart kung · a7 svart bonde · b7 svart löpare · c7 svart bonde · d7 svart bonde · e7 svart löpare · f7 svart bonde · g7 svart bonde · h7 svart bonde · b6 svart bonde · e6 svart bonde · c4 vit bonde · d4 vit bonde · e4 svart springare · c3 vit springare · f3 vit springare · g3 vit bonde · a2 vit bonde · b2 vit bonde · e2 vit bonde · f2 vit bonde · g2 vit löpare · h2 vit bonde · a1 vit torn · c1 vit löpare · d1 vit drottning · f1 vit torn · g1 vit kung | a8 svart torn · b8 svart springare · d8 svart drottning · f8 svart torn · g8 svart kung · a7 svart bonde · b7 svart löpare · c7 svart bonde · d7 svart bonde · e7 svart löpare · f7 svart bonde · g7 svart bonde · h7 svart bonde · b6 svart bonde · e6 svart bonde · c4 vit bonde · d4 vit bonde · e4 svart springare · c3 vit springare · f3 vit springare · g3 vit bonde · a2 vit bonde · b2 vit bonde · e2 vit bonde · f2 vit bonde · g2 vit löpare · h2 vit bonde · a1 vit torn · c1 vit löpare · d1 vit drottning · f1 vit torn · g1 vit kung | a8 svart torn · b8 svart springare · d8 svart drottning · f8 svart torn · g8 svart kung · a7 svart bonde · b7 svart löpare · c7 svart bonde · d7 svart bonde · e7 svart löpare · f7 svart bonde · g7 svart bonde · h7 svart bonde · b6 svart bonde · e6 svart bonde · c4 vit bonde · d4 vit bonde · e4 svart springare · c3 vit springare · f3 vit springare · g3 vit bonde · a2 vit bonde · b2 vit bonde · e2 vit bonde · f2 vit bonde · g2 vit löpare · h2 vit bonde · a1 vit torn · c1 vit löpare · d1 vit drottning · f1 vit torn · g1 vit kung | a8 svart torn · b8 svart springare · d8 svart drottning · f8 svart torn · g8 svart kung · a7 svart bonde · b7 svart löpare · c7 svart bonde · d7 svart bonde · e7 svart löpare · f7 svart bonde · g7 svart bonde · h7 svart bonde · b6 svart bonde · e6 svart bonde · c4 vit bonde · d4 vit bonde · e4 svart springare · c3 vit springare · f3 vit springare · g3 vit bonde · a2 vit bonde · b2 vit bonde · e2 vit bonde · f2 vit bonde · g2 vit löpare · h2 vit bonde · a1 vit torn · c1 vit löpare · d1 vit drottning · f1 vit torn · g1 vit kung | 6 |
| 5 | a8 svart torn · b8 svart springare · d8 svart drottning · f8 svart torn · g8 svart kung · a7 svart bonde · b7 svart löpare · c7 svart bonde · d7 svart bonde · e7 svart löpare · f7 svart bonde · g7 svart bonde · h7 svart bonde · b6 svart bonde · e6 svart bonde · c4 vit bonde · d4 vit bonde · e4 svart springare · c3 vit springare · f3 vit springare · g3 vit bonde · a2 vit bonde · b2 vit bonde · e2 vit bonde · f2 vit bonde · g2 vit löpare · h2 vit bonde · a1 vit torn · c1 vit löpare · d1 vit drottning · f1 vit torn · g1 vit kung | a8 svart torn · b8 svart springare · d8 svart drottning · f8 svart torn · g8 svart kung · a7 svart bonde · b7 svart löpare · c7 svart bonde · d7 svart bonde · e7 svart löpare · f7 svart bonde · g7 svart bonde · h7 svart bonde · b6 svart bonde · e6 svart bonde · c4 vit bonde · d4 vit bonde · e4 svart springare · c3 vit springare · f3 vit springare · g3 vit bonde · a2 vit bonde · b2 vit bonde · e2 vit bonde · f2 vit bonde · g2 vit löpare · h2 vit bonde · a1 vit torn · c1 vit löpare · d1 vit drottning · f1 vit torn · g1 vit kung | a8 svart torn · b8 svart springare · d8 svart drottning · f8 svart torn · g8 svart kung · a7 svart bonde · b7 svart löpare · c7 svart bonde · d7 svart bonde · e7 svart löpare · f7 svart bonde · g7 svart bonde · h7 svart bonde · b6 svart bonde · e6 svart bonde · c4 vit bonde · d4 vit bonde · e4 svart springare · c3 vit springare · f3 vit springare · g3 vit bonde · a2 vit bonde · b2 vit bonde · e2 vit bonde · f2 vit bonde · g2 vit löpare · h2 vit bonde · a1 vit torn · c1 vit löpare · d1 vit drottning · f1 vit torn · g1 vit kung | a8 svart torn · b8 svart springare · d8 svart drottning · f8 svart torn · g8 svart kung · a7 svart bonde · b7 svart löpare · c7 svart bonde · d7 svart bonde · e7 svart löpare · f7 svart bonde · g7 svart bonde · h7 svart bonde · b6 svart bonde · e6 svart bonde · c4 vit bonde · d4 vit bonde · e4 svart springare · c3 vit springare · f3 vit springare · g3 vit bonde · a2 vit bonde · b2 vit bonde · e2 vit bonde · f2 vit bonde · g2 vit löpare · h2 vit bonde · a1 vit torn · c1 vit löpare · d1 vit drottning · f1 vit torn · g1 vit kung | a8 svart torn · b8 svart springare · d8 svart drottning · f8 svart torn · g8 svart kung · a7 svart bonde · b7 svart löpare · c7 svart bonde · d7 svart bonde · e7 svart löpare · f7 svart bonde · g7 svart bonde · h7 svart bonde · b6 svart bonde · e6 svart bonde · c4 vit bonde · d4 vit bonde · e4 svart springare · c3 vit springare · f3 vit springare · g3 vit bonde · a2 vit bonde · b2 vit bonde · e2 vit bonde · f2 vit bonde · g2 vit löpare · h2 vit bonde · a1 vit torn · c1 vit löpare · d1 vit drottning · f1 vit torn · g1 vit kung | a8 svart torn · b8 svart springare · d8 svart drottning · f8 svart torn · g8 svart kung · a7 svart bonde · b7 svart löpare · c7 svart bonde · d7 svart bonde · e7 svart löpare · f7 svart bonde · g7 svart bonde · h7 svart bonde · b6 svart bonde · e6 svart bonde · c4 vit bonde · d4 vit bonde · e4 svart springare · c3 vit springare · f3 vit springare · g3 vit bonde · a2 vit bonde · b2 vit bonde · e2 vit bonde · f2 vit bonde · g2 vit löpare · h2 vit bonde · a1 vit torn · c1 vit löpare · d1 vit drottning · f1 vit torn · g1 vit kung | a8 svart torn · b8 svart springare · d8 svart drottning · f8 svart torn · g8 svart kung · a7 svart bonde · b7 svart löpare · c7 svart bonde · d7 svart bonde · e7 svart löpare · f7 svart bonde · g7 svart bonde · h7 svart bonde · b6 svart bonde · e6 svart bonde · c4 vit bonde · d4 vit bonde · e4 svart springare · c3 vit springare · f3 vit springare · g3 vit bonde · a2 vit bonde · b2 vit bonde · e2 vit bonde · f2 vit bonde · g2 vit löpare · h2 vit bonde · a1 vit torn · c1 vit löpare · d1 vit drottning · f1 vit torn · g1 vit kung | a8 svart torn · b8 svart springare · d8 svart drottning · f8 svart torn · g8 svart kung · a7 svart bonde · b7 svart löpare · c7 svart bonde · d7 svart bonde · e7 svart löpare · f7 svart bonde · g7 svart bonde · h7 svart bonde · b6 svart bonde · e6 svart bonde · c4 vit bonde · d4 vit bonde · e4 svart springare · c3 vit springare · f3 vit springare · g3 vit bonde · a2 vit bonde · b2 vit bonde · e2 vit bonde · f2 vit bonde · g2 vit löpare · h2 vit bonde · a1 vit torn · c1 vit löpare · d1 vit drottning · f1 vit torn · g1 vit kung | 5 |
| 4 | a8 svart torn · b8 svart springare · d8 svart drottning · f8 svart torn · g8 svart kung · a7 svart bonde · b7 svart löpare · c7 svart bonde · d7 svart bonde · e7 svart löpare · f7 svart bonde · g7 svart bonde · h7 svart bonde · b6 svart bonde · e6 svart bonde · c4 vit bonde · d4 vit bonde · e4 svart springare · c3 vit springare · f3 vit springare · g3 vit bonde · a2 vit bonde · b2 vit bonde · e2 vit bonde · f2 vit bonde · g2 vit löpare · h2 vit bonde · a1 vit torn · c1 vit löpare · d1 vit drottning · f1 vit torn · g1 vit kung | a8 svart torn · b8 svart springare · d8 svart drottning · f8 svart torn · g8 svart kung · a7 svart bonde · b7 svart löpare · c7 svart bonde · d7 svart bonde · e7 svart löpare · f7 svart bonde · g7 svart bonde · h7 svart bonde · b6 svart bonde · e6 svart bonde · c4 vit bonde · d4 vit bonde · e4 svart springare · c3 vit springare · f3 vit springare · g3 vit bonde · a2 vit bonde · b2 vit bonde · e2 vit bonde · f2 vit bonde · g2 vit löpare · h2 vit bonde · a1 vit torn · c1 vit löpare · d1 vit drottning · f1 vit torn · g1 vit kung | a8 svart torn · b8 svart springare · d8 svart drottning · f8 svart torn · g8 svart kung · a7 svart bonde · b7 svart löpare · c7 svart bonde · d7 svart bonde · e7 svart löpare · f7 svart bonde · g7 svart bonde · h7 svart bonde · b6 svart bonde · e6 svart bonde · c4 vit bonde · d4 vit bonde · e4 svart springare · c3 vit springare · f3 vit springare · g3 vit bonde · a2 vit bonde · b2 vit bonde · e2 vit bonde · f2 vit bonde · g2 vit löpare · h2 vit bonde · a1 vit torn · c1 vit löpare · d1 vit drottning · f1 vit torn · g1 vit kung | a8 svart torn · b8 svart springare · d8 svart drottning · f8 svart torn · g8 svart kung · a7 svart bonde · b7 svart löpare · c7 svart bonde · d7 svart bonde · e7 svart löpare · f7 svart bonde · g7 svart bonde · h7 svart bonde · b6 svart bonde · e6 svart bonde · c4 vit bonde · d4 vit bonde · e4 svart springare · c3 vit springare · f3 vit springare · g3 vit bonde · a2 vit bonde · b2 vit bonde · e2 vit bonde · f2 vit bonde · g2 vit löpare · h2 vit bonde · a1 vit torn · c1 vit löpare · d1 vit drottning · f1 vit torn · g1 vit kung | a8 svart torn · b8 svart springare · d8 svart drottning · f8 svart torn · g8 svart kung · a7 svart bonde · b7 svart löpare · c7 svart bonde · d7 svart bonde · e7 svart löpare · f7 svart bonde · g7 svart bonde · h7 svart bonde · b6 svart bonde · e6 svart bonde · c4 vit bonde · d4 vit bonde · e4 svart springare · c3 vit springare · f3 vit springare · g3 vit bonde · a2 vit bonde · b2 vit bonde · e2 vit bonde · f2 vit bonde · g2 vit löpare · h2 vit bonde · a1 vit torn · c1 vit löpare · d1 vit drottning · f1 vit torn · g1 vit kung | a8 svart torn · b8 svart springare · d8 svart drottning · f8 svart torn · g8 svart kung · a7 svart bonde · b7 svart löpare · c7 svart bonde · d7 svart bonde · e7 svart löpare · f7 svart bonde · g7 svart bonde · h7 svart bonde · b6 svart bonde · e6 svart bonde · c4 vit bonde · d4 vit bonde · e4 svart springare · c3 vit springare · f3 vit springare · g3 vit bonde · a2 vit bonde · b2 vit bonde · e2 vit bonde · f2 vit bonde · g2 vit löpare · h2 vit bonde · a1 vit torn · c1 vit löpare · d1 vit drottning · f1 vit torn · g1 vit kung | a8 svart torn · b8 svart springare · d8 svart drottning · f8 svart torn · g8 svart kung · a7 svart bonde · b7 svart löpare · c7 svart bonde · d7 svart bonde · e7 svart löpare · f7 svart bonde · g7 svart bonde · h7 svart bonde · b6 svart bonde · e6 svart bonde · c4 vit bonde · d4 vit bonde · e4 svart springare · c3 vit springare · f3 vit springare · g3 vit bonde · a2 vit bonde · b2 vit bonde · e2 vit bonde · f2 vit bonde · g2 vit löpare · h2 vit bonde · a1 vit torn · c1 vit löpare · d1 vit drottning · f1 vit torn · g1 vit kung | a8 svart torn · b8 svart springare · d8 svart drottning · f8 svart torn · g8 svart kung · a7 svart bonde · b7 svart löpare · c7 svart bonde · d7 svart bonde · e7 svart löpare · f7 svart bonde · g7 svart bonde · h7 svart bonde · b6 svart bonde · e6 svart bonde · c4 vit bonde · d4 vit bonde · e4 svart springare · c3 vit springare · f3 vit springare · g3 vit bonde · a2 vit bonde · b2 vit bonde · e2 vit bonde · f2 vit bonde · g2 vit löpare · h2 vit bonde · a1 vit torn · c1 vit löpare · d1 vit drottning · f1 vit torn · g1 vit kung | 4 |
| 3 | a8 svart torn · b8 svart springare · d8 svart drottning · f8 svart torn · g8 svart kung · a7 svart bonde · b7 svart löpare · c7 svart bonde · d7 svart bonde · e7 svart löpare · f7 svart bonde · g7 svart bonde · h7 svart bonde · b6 svart bonde · e6 svart bonde · c4 vit bonde · d4 vit bonde · e4 svart springare · c3 vit springare · f3 vit springare · g3 vit bonde · a2 vit bonde · b2 vit bonde · e2 vit bonde · f2 vit bonde · g2 vit löpare · h2 vit bonde · a1 vit torn · c1 vit löpare · d1 vit drottning · f1 vit torn · g1 vit kung | a8 svart torn · b8 svart springare · d8 svart drottning · f8 svart torn · g8 svart kung · a7 svart bonde · b7 svart löpare · c7 svart bonde · d7 svart bonde · e7 svart löpare · f7 svart bonde · g7 svart bonde · h7 svart bonde · b6 svart bonde · e6 svart bonde · c4 vit bonde · d4 vit bonde · e4 svart springare · c3 vit springare · f3 vit springare · g3 vit bonde · a2 vit bonde · b2 vit bonde · e2 vit bonde · f2 vit bonde · g2 vit löpare · h2 vit bonde · a1 vit torn · c1 vit löpare · d1 vit drottning · f1 vit torn · g1 vit kung | a8 svart torn · b8 svart springare · d8 svart drottning · f8 svart torn · g8 svart kung · a7 svart bonde · b7 svart löpare · c7 svart bonde · d7 svart bonde · e7 svart löpare · f7 svart bonde · g7 svart bonde · h7 svart bonde · b6 svart bonde · e6 svart bonde · c4 vit bonde · d4 vit bonde · e4 svart springare · c3 vit springare · f3 vit springare · g3 vit bonde · a2 vit bonde · b2 vit bonde · e2 vit bonde · f2 vit bonde · g2 vit löpare · h2 vit bonde · a1 vit torn · c1 vit löpare · d1 vit drottning · f1 vit torn · g1 vit kung | a8 svart torn · b8 svart springare · d8 svart drottning · f8 svart torn · g8 svart kung · a7 svart bonde · b7 svart löpare · c7 svart bonde · d7 svart bonde · e7 svart löpare · f7 svart bonde · g7 svart bonde · h7 svart bonde · b6 svart bonde · e6 svart bonde · c4 vit bonde · d4 vit bonde · e4 svart springare · c3 vit springare · f3 vit springare · g3 vit bonde · a2 vit bonde · b2 vit bonde · e2 vit bonde · f2 vit bonde · g2 vit löpare · h2 vit bonde · a1 vit torn · c1 vit löpare · d1 vit drottning · f1 vit torn · g1 vit kung | a8 svart torn · b8 svart springare · d8 svart drottning · f8 svart torn · g8 svart kung · a7 svart bonde · b7 svart löpare · c7 svart bonde · d7 svart bonde · e7 svart löpare · f7 svart bonde · g7 svart bonde · h7 svart bonde · b6 svart bonde · e6 svart bonde · c4 vit bonde · d4 vit bonde · e4 svart springare · c3 vit springare · f3 vit springare · g3 vit bonde · a2 vit bonde · b2 vit bonde · e2 vit bonde · f2 vit bonde · g2 vit löpare · h2 vit bonde · a1 vit torn · c1 vit löpare · d1 vit drottning · f1 vit torn · g1 vit kung | a8 svart torn · b8 svart springare · d8 svart drottning · f8 svart torn · g8 svart kung · a7 svart bonde · b7 svart löpare · c7 svart bonde · d7 svart bonde · e7 svart löpare · f7 svart bonde · g7 svart bonde · h7 svart bonde · b6 svart bonde · e6 svart bonde · c4 vit bonde · d4 vit bonde · e4 svart springare · c3 vit springare · f3 vit springare · g3 vit bonde · a2 vit bonde · b2 vit bonde · e2 vit bonde · f2 vit bonde · g2 vit löpare · h2 vit bonde · a1 vit torn · c1 vit löpare · d1 vit drottning · f1 vit torn · g1 vit kung | a8 svart torn · b8 svart springare · d8 svart drottning · f8 svart torn · g8 svart kung · a7 svart bonde · b7 svart löpare · c7 svart bonde · d7 svart bonde · e7 svart löpare · f7 svart bonde · g7 svart bonde · h7 svart bonde · b6 svart bonde · e6 svart bonde · c4 vit bonde · d4 vit bonde · e4 svart springare · c3 vit springare · f3 vit springare · g3 vit bonde · a2 vit bonde · b2 vit bonde · e2 vit bonde · f2 vit bonde · g2 vit löpare · h2 vit bonde · a1 vit torn · c1 vit löpare · d1 vit drottning · f1 vit torn · g1 vit kung | a8 svart torn · b8 svart springare · d8 svart drottning · f8 svart torn · g8 svart kung · a7 svart bonde · b7 svart löpare · c7 svart bonde · d7 svart bonde · e7 svart löpare · f7 svart bonde · g7 svart bonde · h7 svart bonde · b6 svart bonde · e6 svart bonde · c4 vit bonde · d4 vit bonde · e4 svart springare · c3 vit springare · f3 vit springare · g3 vit bonde · a2 vit bonde · b2 vit bonde · e2 vit bonde · f2 vit bonde · g2 vit löpare · h2 vit bonde · a1 vit torn · c1 vit löpare · d1 vit drottning · f1 vit torn · g1 vit kung | 3 |
| 2 | a8 svart torn · b8 svart springare · d8 svart drottning · f8 svart torn · g8 svart kung · a7 svart bonde · b7 svart löpare · c7 svart bonde · d7 svart bonde · e7 svart löpare · f7 svart bonde · g7 svart bonde · h7 svart bonde · b6 svart bonde · e6 svart bonde · c4 vit bonde · d4 vit bonde · e4 svart springare · c3 vit springare · f3 vit springare · g3 vit bonde · a2 vit bonde · b2 vit bonde · e2 vit bonde · f2 vit bonde · g2 vit löpare · h2 vit bonde · a1 vit torn · c1 vit löpare · d1 vit drottning · f1 vit torn · g1 vit kung | a8 svart torn · b8 svart springare · d8 svart drottning · f8 svart torn · g8 svart kung · a7 svart bonde · b7 svart löpare · c7 svart bonde · d7 svart bonde · e7 svart löpare · f7 svart bonde · g7 svart bonde · h7 svart bonde · b6 svart bonde · e6 svart bonde · c4 vit bonde · d4 vit bonde · e4 svart springare · c3 vit springare · f3 vit springare · g3 vit bonde · a2 vit bonde · b2 vit bonde · e2 vit bonde · f2 vit bonde · g2 vit löpare · h2 vit bonde · a1 vit torn · c1 vit löpare · d1 vit drottning · f1 vit torn · g1 vit kung | a8 svart torn · b8 svart springare · d8 svart drottning · f8 svart torn · g8 svart kung · a7 svart bonde · b7 svart löpare · c7 svart bonde · d7 svart bonde · e7 svart löpare · f7 svart bonde · g7 svart bonde · h7 svart bonde · b6 svart bonde · e6 svart bonde · c4 vit bonde · d4 vit bonde · e4 svart springare · c3 vit springare · f3 vit springare · g3 vit bonde · a2 vit bonde · b2 vit bonde · e2 vit bonde · f2 vit bonde · g2 vit löpare · h2 vit bonde · a1 vit torn · c1 vit löpare · d1 vit drottning · f1 vit torn · g1 vit kung | a8 svart torn · b8 svart springare · d8 svart drottning · f8 svart torn · g8 svart kung · a7 svart bonde · b7 svart löpare · c7 svart bonde · d7 svart bonde · e7 svart löpare · f7 svart bonde · g7 svart bonde · h7 svart bonde · b6 svart bonde · e6 svart bonde · c4 vit bonde · d4 vit bonde · e4 svart springare · c3 vit springare · f3 vit springare · g3 vit bonde · a2 vit bonde · b2 vit bonde · e2 vit bonde · f2 vit bonde · g2 vit löpare · h2 vit bonde · a1 vit torn · c1 vit löpare · d1 vit drottning · f1 vit torn · g1 vit kung | a8 svart torn · b8 svart springare · d8 svart drottning · f8 svart torn · g8 svart kung · a7 svart bonde · b7 svart löpare · c7 svart bonde · d7 svart bonde · e7 svart löpare · f7 svart bonde · g7 svart bonde · h7 svart bonde · b6 svart bonde · e6 svart bonde · c4 vit bonde · d4 vit bonde · e4 svart springare · c3 vit springare · f3 vit springare · g3 vit bonde · a2 vit bonde · b2 vit bonde · e2 vit bonde · f2 vit bonde · g2 vit löpare · h2 vit bonde · a1 vit torn · c1 vit löpare · d1 vit drottning · f1 vit torn · g1 vit kung | a8 svart torn · b8 svart springare · d8 svart drottning · f8 svart torn · g8 svart kung · a7 svart bonde · b7 svart löpare · c7 svart bonde · d7 svart bonde · e7 svart löpare · f7 svart bonde · g7 svart bonde · h7 svart bonde · b6 svart bonde · e6 svart bonde · c4 vit bonde · d4 vit bonde · e4 svart springare · c3 vit springare · f3 vit springare · g3 vit bonde · a2 vit bonde · b2 vit bonde · e2 vit bonde · f2 vit bonde · g2 vit löpare · h2 vit bonde · a1 vit torn · c1 vit löpare · d1 vit drottning · f1 vit torn · g1 vit kung | a8 svart torn · b8 svart springare · d8 svart drottning · f8 svart torn · g8 svart kung · a7 svart bonde · b7 svart löpare · c7 svart bonde · d7 svart bonde · e7 svart löpare · f7 svart bonde · g7 svart bonde · h7 svart bonde · b6 svart bonde · e6 svart bonde · c4 vit bonde · d4 vit bonde · e4 svart springare · c3 vit springare · f3 vit springare · g3 vit bonde · a2 vit bonde · b2 vit bonde · e2 vit bonde · f2 vit bonde · g2 vit löpare · h2 vit bonde · a1 vit torn · c1 vit löpare · d1 vit drottning · f1 vit torn · g1 vit kung | a8 svart torn · b8 svart springare · d8 svart drottning · f8 svart torn · g8 svart kung · a7 svart bonde · b7 svart löpare · c7 svart bonde · d7 svart bonde · e7 svart löpare · f7 svart bonde · g7 svart bonde · h7 svart bonde · b6 svart bonde · e6 svart bonde · c4 vit bonde · d4 vit bonde · e4 svart springare · c3 vit springare · f3 vit springare · g3 vit bonde · a2 vit bonde · b2 vit bonde · e2 vit bonde · f2 vit bonde · g2 vit löpare · h2 vit bonde · a1 vit torn · c1 vit löpare · d1 vit drottning · f1 vit torn · g1 vit kung | 2 |
| 1 | a8 svart torn · b8 svart springare · d8 svart drottning · f8 svart torn · g8 svart kung · a7 svart bonde · b7 svart löpare · c7 svart bonde · d7 svart bonde · e7 svart löpare · f7 svart bonde · g7 svart bonde · h7 svart bonde · b6 svart bonde · e6 svart bonde · c4 vit bonde · d4 vit bonde · e4 svart springare · c3 vit springare · f3 vit springare · g3 vit bonde · a2 vit bonde · b2 vit bonde · e2 vit bonde · f2 vit bonde · g2 vit löpare · h2 vit bonde · a1 vit torn · c1 vit löpare · d1 vit drottning · f1 vit torn · g1 vit kung | a8 svart torn · b8 svart springare · d8 svart drottning · f8 svart torn · g8 svart kung · a7 svart bonde · b7 svart löpare · c7 svart bonde · d7 svart bonde · e7 svart löpare · f7 svart bonde · g7 svart bonde · h7 svart bonde · b6 svart bonde · e6 svart bonde · c4 vit bonde · d4 vit bonde · e4 svart springare · c3 vit springare · f3 vit springare · g3 vit bonde · a2 vit bonde · b2 vit bonde · e2 vit bonde · f2 vit bonde · g2 vit löpare · h2 vit bonde · a1 vit torn · c1 vit löpare · d1 vit drottning · f1 vit torn · g1 vit kung | a8 svart torn · b8 svart springare · d8 svart drottning · f8 svart torn · g8 svart kung · a7 svart bonde · b7 svart löpare · c7 svart bonde · d7 svart bonde · e7 svart löpare · f7 svart bonde · g7 svart bonde · h7 svart bonde · b6 svart bonde · e6 svart bonde · c4 vit bonde · d4 vit bonde · e4 svart springare · c3 vit springare · f3 vit springare · g3 vit bonde · a2 vit bonde · b2 vit bonde · e2 vit bonde · f2 vit bonde · g2 vit löpare · h2 vit bonde · a1 vit torn · c1 vit löpare · d1 vit drottning · f1 vit torn · g1 vit kung | a8 svart torn · b8 svart springare · d8 svart drottning · f8 svart torn · g8 svart kung · a7 svart bonde · b7 svart löpare · c7 svart bonde · d7 svart bonde · e7 svart löpare · f7 svart bonde · g7 svart bonde · h7 svart bonde · b6 svart bonde · e6 svart bonde · c4 vit bonde · d4 vit bonde · e4 svart springare · c3 vit springare · f3 vit springare · g3 vit bonde · a2 vit bonde · b2 vit bonde · e2 vit bonde · f2 vit bonde · g2 vit löpare · h2 vit bonde · a1 vit torn · c1 vit löpare · d1 vit drottning · f1 vit torn · g1 vit kung | a8 svart torn · b8 svart springare · d8 svart drottning · f8 svart torn · g8 svart kung · a7 svart bonde · b7 svart löpare · c7 svart bonde · d7 svart bonde · e7 svart löpare · f7 svart bonde · g7 svart bonde · h7 svart bonde · b6 svart bonde · e6 svart bonde · c4 vit bonde · d4 vit bonde · e4 svart springare · c3 vit springare · f3 vit springare · g3 vit bonde · a2 vit bonde · b2 vit bonde · e2 vit bonde · f2 vit bonde · g2 vit löpare · h2 vit bonde · a1 vit torn · c1 vit löpare · d1 vit drottning · f1 vit torn · g1 vit kung | a8 svart torn · b8 svart springare · d8 svart drottning · f8 svart torn · g8 svart kung · a7 svart bonde · b7 svart löpare · c7 svart bonde · d7 svart bonde · e7 svart löpare · f7 svart bonde · g7 svart bonde · h7 svart bonde · b6 svart bonde · e6 svart bonde · c4 vit bonde · d4 vit bonde · e4 svart springare · c3 vit springare · f3 vit springare · g3 vit bonde · a2 vit bonde · b2 vit bonde · e2 vit bonde · f2 vit bonde · g2 vit löpare · h2 vit bonde · a1 vit torn · c1 vit löpare · d1 vit drottning · f1 vit torn · g1 vit kung | a8 svart torn · b8 svart springare · d8 svart drottning · f8 svart torn · g8 svart kung · a7 svart bonde · b7 svart löpare · c7 svart bonde · d7 svart bonde · e7 svart löpare · f7 svart bonde · g7 svart bonde · h7 svart bonde · b6 svart bonde · e6 svart bonde · c4 vit bonde · d4 vit bonde · e4 svart springare · c3 vit springare · f3 vit springare · g3 vit bonde · a2 vit bonde · b2 vit bonde · e2 vit bonde · f2 vit bonde · g2 vit löpare · h2 vit bonde · a1 vit torn · c1 vit löpare · d1 vit drottning · f1 vit torn · g1 vit kung | a8 svart torn · b8 svart springare · d8 svart drottning · f8 svart torn · g8 svart kung · a7 svart bonde · b7 svart löpare · c7 svart bonde · d7 svart bonde · e7 svart löpare · f7 svart bonde · g7 svart bonde · h7 svart bonde · b6 svart bonde · e6 svart bonde · c4 vit bonde · d4 vit bonde · e4 svart springare · c3 vit springare · f3 vit springare · g3 vit bonde · a2 vit bonde · b2 vit bonde · e2 vit bonde · f2 vit bonde · g2 vit löpare · h2 vit bonde · a1 vit torn · c1 vit löpare · d1 vit drottning · f1 vit torn · g1 vit kung | 1 |
|   | a | b | c | d | e | f | g | h |   |

4.g3 Lb7 är den klassiska huvudvarianten i damindiskt som fortsätter
5.Lg2 Le7 (eller 5...Lb4+ 6.Ld2) 6.0–0 0–0 7.Sc3 Se4 (se diagram).
Härifrån är vits vanligaste drag:
- 8.Dc2 Sxc3 9.Dxc3
- 8.Ld2 Lf6 9.Tc1
- 8.Sxe4 Lxe4 9.Se1 Lxg2 10.Sxg2

Svart brukar inte ha några problem att utjämna spelet i dessa varianter.

### Övriga varianter

#### 4.g3 Lb4+
Den här varianten är ovanlig jämfört med huvudvarianterna ovan. 
Efter 4.g3 Lb4+ 5.Ld2 kan svart välja mellan 5...Lxd2+, 5...a5 och 5...Le7.

#### 4.a3
|   | a | b | c | d | e | f | g | h |   |
| 8 | a8 svart torn · b8 svart springare · d8 svart drottning · e8 svart kung · f8 svart löpare · h8 svart torn · a7 svart bonde · b7 svart löpare · c7 svart bonde · f7 svart bonde · g7 svart bonde · h7 svart bonde · b6 svart bonde · e6 svart bonde · d5 svart springare · d4 vit bonde · a3 vit bonde · c3 vit springare · f3 vit springare · b2 vit bonde · e2 vit bonde · f2 vit bonde · g2 vit bonde · h2 vit bonde · a1 vit torn · c1 vit löpare · d1 vit drottning · e1 vit kung · f1 vit löpare · h1 vit torn | a8 svart torn · b8 svart springare · d8 svart drottning · e8 svart kung · f8 svart löpare · h8 svart torn · a7 svart bonde · b7 svart löpare · c7 svart bonde · f7 svart bonde · g7 svart bonde · h7 svart bonde · b6 svart bonde · e6 svart bonde · d5 svart springare · d4 vit bonde · a3 vit bonde · c3 vit springare · f3 vit springare · b2 vit bonde · e2 vit bonde · f2 vit bonde · g2 vit bonde · h2 vit bonde · a1 vit torn · c1 vit löpare · d1 vit drottning · e1 vit kung · f1 vit löpare · h1 vit torn | a8 svart torn · b8 svart springare · d8 svart drottning · e8 svart kung · f8 svart löpare · h8 svart torn · a7 svart bonde · b7 svart löpare · c7 svart bonde · f7 svart bonde · g7 svart bonde · h7 svart bonde · b6 svart bonde · e6 svart bonde · d5 svart springare · d4 vit bonde · a3 vit bonde · c3 vit springare · f3 vit springare · b2 vit bonde · e2 vit bonde · f2 vit bonde · g2 vit bonde · h2 vit bonde · a1 vit torn · c1 vit löpare · d1 vit drottning · e1 vit kung · f1 vit löpare · h1 vit torn | a8 svart torn · b8 svart springare · d8 svart drottning · e8 svart kung · f8 svart löpare · h8 svart torn · a7 svart bonde · b7 svart löpare · c7 svart bonde · f7 svart bonde · g7 svart bonde · h7 svart bonde · b6 svart bonde · e6 svart bonde · d5 svart springare · d4 vit bonde · a3 vit bonde · c3 vit springare · f3 vit springare · b2 vit bonde · e2 vit bonde · f2 vit bonde · g2 vit bonde · h2 vit bonde · a1 vit torn · c1 vit löpare · d1 vit drottning · e1 vit kung · f1 vit löpare · h1 vit torn | a8 svart torn · b8 svart springare · d8 svart drottning · e8 svart kung · f8 svart löpare · h8 svart torn · a7 svart bonde · b7 svart löpare · c7 svart bonde · f7 svart bonde · g7 svart bonde · h7 svart bonde · b6 svart bonde · e6 svart bonde · d5 svart springare · d4 vit bonde · a3 vit bonde · c3 vit springare · f3 vit springare · b2 vit bonde · e2 vit bonde · f2 vit bonde · g2 vit bonde · h2 vit bonde · a1 vit torn · c1 vit löpare · d1 vit drottning · e1 vit kung · f1 vit löpare · h1 vit torn | a8 svart torn · b8 svart springare · d8 svart drottning · e8 svart kung · f8 svart löpare · h8 svart torn · a7 svart bonde · b7 svart löpare · c7 svart bonde · f7 svart bonde · g7 svart bonde · h7 svart bonde · b6 svart bonde · e6 svart bonde · d5 svart springare · d4 vit bonde · a3 vit bonde · c3 vit springare · f3 vit springare · b2 vit bonde · e2 vit bonde · f2 vit bonde · g2 vit bonde · h2 vit bonde · a1 vit torn · c1 vit löpare · d1 vit drottning · e1 vit kung · f1 vit löpare · h1 vit torn | a8 svart torn · b8 svart springare · d8 svart drottning · e8 svart kung · f8 svart löpare · h8 svart torn · a7 svart bonde · b7 svart löpare · c7 svart bonde · f7 svart bonde · g7 svart bonde · h7 svart bonde · b6 svart bonde · e6 svart bonde · d5 svart springare · d4 vit bonde · a3 vit bonde · c3 vit springare · f3 vit springare · b2 vit bonde · e2 vit bonde · f2 vit bonde · g2 vit bonde · h2 vit bonde · a1 vit torn · c1 vit löpare · d1 vit drottning · e1 vit kung · f1 vit löpare · h1 vit torn | a8 svart torn · b8 svart springare · d8 svart drottning · e8 svart kung · f8 svart löpare · h8 svart torn · a7 svart bonde · b7 svart löpare · c7 svart bonde · f7 svart bonde · g7 svart bonde · h7 svart bonde · b6 svart bonde · e6 svart bonde · d5 svart springare · d4 vit bonde · a3 vit bonde · c3 vit springare · f3 vit springare · b2 vit bonde · e2 vit bonde · f2 vit bonde · g2 vit bonde · h2 vit bonde · a1 vit torn · c1 vit löpare · d1 vit drottning · e1 vit kung · f1 vit löpare · h1 vit torn | 8 |
| 7 | a8 svart torn · b8 svart springare · d8 svart drottning · e8 svart kung · f8 svart löpare · h8 svart torn · a7 svart bonde · b7 svart löpare · c7 svart bonde · f7 svart bonde · g7 svart bonde · h7 svart bonde · b6 svart bonde · e6 svart bonde · d5 svart springare · d4 vit bonde · a3 vit bonde · c3 vit springare · f3 vit springare · b2 vit bonde · e2 vit bonde · f2 vit bonde · g2 vit bonde · h2 vit bonde · a1 vit torn · c1 vit löpare · d1 vit drottning · e1 vit kung · f1 vit löpare · h1 vit torn | a8 svart torn · b8 svart springare · d8 svart drottning · e8 svart kung · f8 svart löpare · h8 svart torn · a7 svart bonde · b7 svart löpare · c7 svart bonde · f7 svart bonde · g7 svart bonde · h7 svart bonde · b6 svart bonde · e6 svart bonde · d5 svart springare · d4 vit bonde · a3 vit bonde · c3 vit springare · f3 vit springare · b2 vit bonde · e2 vit bonde · f2 vit bonde · g2 vit bonde · h2 vit bonde · a1 vit torn · c1 vit löpare · d1 vit drottning · e1 vit kung · f1 vit löpare · h1 vit torn | a8 svart torn · b8 svart springare · d8 svart drottning · e8 svart kung · f8 svart löpare · h8 svart torn · a7 svart bonde · b7 svart löpare · c7 svart bonde · f7 svart bonde · g7 svart bonde · h7 svart bonde · b6 svart bonde · e6 svart bonde · d5 svart springare · d4 vit bonde · a3 vit bonde · c3 vit springare · f3 vit springare · b2 vit bonde · e2 vit bonde · f2 vit bonde · g2 vit bonde · h2 vit bonde · a1 vit torn · c1 vit löpare · d1 vit drottning · e1 vit kung · f1 vit löpare · h1 vit torn | a8 svart torn · b8 svart springare · d8 svart drottning · e8 svart kung · f8 svart löpare · h8 svart torn · a7 svart bonde · b7 svart löpare · c7 svart bonde · f7 svart bonde · g7 svart bonde · h7 svart bonde · b6 svart bonde · e6 svart bonde · d5 svart springare · d4 vit bonde · a3 vit bonde · c3 vit springare · f3 vit springare · b2 vit bonde · e2 vit bonde · f2 vit bonde · g2 vit bonde · h2 vit bonde · a1 vit torn · c1 vit löpare · d1 vit drottning · e1 vit kung · f1 vit löpare · h1 vit torn | a8 svart torn · b8 svart springare · d8 svart drottning · e8 svart kung · f8 svart löpare · h8 svart torn · a7 svart bonde · b7 svart löpare · c7 svart bonde · f7 svart bonde · g7 svart bonde · h7 svart bonde · b6 svart bonde · e6 svart bonde · d5 svart springare · d4 vit bonde · a3 vit bonde · c3 vit springare · f3 vit springare · b2 vit bonde · e2 vit bonde · f2 vit bonde · g2 vit bonde · h2 vit bonde · a1 vit torn · c1 vit löpare · d1 vit drottning · e1 vit kung · f1 vit löpare · h1 vit torn | a8 svart torn · b8 svart springare · d8 svart drottning · e8 svart kung · f8 svart löpare · h8 svart torn · a7 svart bonde · b7 svart löpare · c7 svart bonde · f7 svart bonde · g7 svart bonde · h7 svart bonde · b6 svart bonde · e6 svart bonde · d5 svart springare · d4 vit bonde · a3 vit bonde · c3 vit springare · f3 vit springare · b2 vit bonde · e2 vit bonde · f2 vit bonde · g2 vit bonde · h2 vit bonde · a1 vit torn · c1 vit löpare · d1 vit drottning · e1 vit kung · f1 vit löpare · h1 vit torn | a8 svart torn · b8 svart springare · d8 svart drottning · e8 svart kung · f8 svart löpare · h8 svart torn · a7 svart bonde · b7 svart löpare · c7 svart bonde · f7 svart bonde · g7 svart bonde · h7 svart bonde · b6 svart bonde · e6 svart bonde · d5 svart springare · d4 vit bonde · a3 vit bonde · c3 vit springare · f3 vit springare · b2 vit bonde · e2 vit bonde · f2 vit bonde · g2 vit bonde · h2 vit bonde · a1 vit torn · c1 vit löpare · d1 vit drottning · e1 vit kung · f1 vit löpare · h1 vit torn | a8 svart torn · b8 svart springare · d8 svart drottning · e8 svart kung · f8 svart löpare · h8 svart torn · a7 svart bonde · b7 svart löpare · c7 svart bonde · f7 svart bonde · g7 svart bonde · h7 svart bonde · b6 svart bonde · e6 svart bonde · d5 svart springare · d4 vit bonde · a3 vit bonde · c3 vit springare · f3 vit springare · b2 vit bonde · e2 vit bonde · f2 vit bonde · g2 vit bonde · h2 vit bonde · a1 vit torn · c1 vit löpare · d1 vit drottning · e1 vit kung · f1 vit löpare · h1 vit torn | 7 |
| 6 | a8 svart torn · b8 svart springare · d8 svart drottning · e8 svart kung · f8 svart löpare · h8 svart torn · a7 svart bonde · b7 svart löpare · c7 svart bonde · f7 svart bonde · g7 svart bonde · h7 svart bonde · b6 svart bonde · e6 svart bonde · d5 svart springare · d4 vit bonde · a3 vit bonde · c3 vit springare · f3 vit springare · b2 vit bonde · e2 vit bonde · f2 vit bonde · g2 vit bonde · h2 vit bonde · a1 vit torn · c1 vit löpare · d1 vit drottning · e1 vit kung · f1 vit löpare · h1 vit torn | a8 svart torn · b8 svart springare · d8 svart drottning · e8 svart kung · f8 svart löpare · h8 svart torn · a7 svart bonde · b7 svart löpare · c7 svart bonde · f7 svart bonde · g7 svart bonde · h7 svart bonde · b6 svart bonde · e6 svart bonde · d5 svart springare · d4 vit bonde · a3 vit bonde · c3 vit springare · f3 vit springare · b2 vit bonde · e2 vit bonde · f2 vit bonde · g2 vit bonde · h2 vit bonde · a1 vit torn · c1 vit löpare · d1 vit drottning · e1 vit kung · f1 vit löpare · h1 vit torn | a8 svart torn · b8 svart springare · d8 svart drottning · e8 svart kung · f8 svart löpare · h8 svart torn · a7 svart bonde · b7 svart löpare · c7 svart bonde · f7 svart bonde · g7 svart bonde · h7 svart bonde · b6 svart bonde · e6 svart bonde · d5 svart springare · d4 vit bonde · a3 vit bonde · c3 vit springare · f3 vit springare · b2 vit bonde · e2 vit bonde · f2 vit bonde · g2 vit bonde · h2 vit bonde · a1 vit torn · c1 vit löpare · d1 vit drottning · e1 vit kung · f1 vit löpare · h1 vit torn | a8 svart torn · b8 svart springare · d8 svart drottning · e8 svart kung · f8 svart löpare · h8 svart torn · a7 svart bonde · b7 svart löpare · c7 svart bonde · f7 svart bonde · g7 svart bonde · h7 svart bonde · b6 svart bonde · e6 svart bonde · d5 svart springare · d4 vit bonde · a3 vit bonde · c3 vit springare · f3 vit springare · b2 vit bonde · e2 vit bonde · f2 vit bonde · g2 vit bonde · h2 vit bonde · a1 vit torn · c1 vit löpare · d1 vit drottning · e1 vit kung · f1 vit löpare · h1 vit torn | a8 svart torn · b8 svart springare · d8 svart drottning · e8 svart kung · f8 svart löpare · h8 svart torn · a7 svart bonde · b7 svart löpare · c7 svart bonde · f7 svart bonde · g7 svart bonde · h7 svart bonde · b6 svart bonde · e6 svart bonde · d5 svart springare · d4 vit bonde · a3 vit bonde · c3 vit springare · f3 vit springare · b2 vit bonde · e2 vit bonde · f2 vit bonde · g2 vit bonde · h2 vit bonde · a1 vit torn · c1 vit löpare · d1 vit drottning · e1 vit kung · f1 vit löpare · h1 vit torn | a8 svart torn · b8 svart springare · d8 svart drottning · e8 svart kung · f8 svart löpare · h8 svart torn · a7 svart bonde · b7 svart löpare · c7 svart bonde · f7 svart bonde · g7 svart bonde · h7 svart bonde · b6 svart bonde · e6 svart bonde · d5 svart springare · d4 vit bonde · a3 vit bonde · c3 vit springare · f3 vit springare · b2 vit bonde · e2 vit bonde · f2 vit bonde · g2 vit bonde · h2 vit bonde · a1 vit torn · c1 vit löpare · d1 vit drottning · e1 vit kung · f1 vit löpare · h1 vit torn | a8 svart torn · b8 svart springare · d8 svart drottning · e8 svart kung · f8 svart löpare · h8 svart torn · a7 svart bonde · b7 svart löpare · c7 svart bonde · f7 svart bonde · g7 svart bonde · h7 svart bonde · b6 svart bonde · e6 svart bonde · d5 svart springare · d4 vit bonde · a3 vit bonde · c3 vit springare · f3 vit springare · b2 vit bonde · e2 vit bonde · f2 vit bonde · g2 vit bonde · h2 vit bonde · a1 vit torn · c1 vit löpare · d1 vit drottning · e1 vit kung · f1 vit löpare · h1 vit torn | a8 svart torn · b8 svart springare · d8 svart drottning · e8 svart kung · f8 svart löpare · h8 svart torn · a7 svart bonde · b7 svart löpare · c7 svart bonde · f7 svart bonde · g7 svart bonde · h7 svart bonde · b6 svart bonde · e6 svart bonde · d5 svart springare · d4 vit bonde · a3 vit bonde · c3 vit springare · f3 vit springare · b2 vit bonde · e2 vit bonde · f2 vit bonde · g2 vit bonde · h2 vit bonde · a1 vit torn · c1 vit löpare · d1 vit drottning · e1 vit kung · f1 vit löpare · h1 vit torn | 6 |
| 5 | a8 svart torn · b8 svart springare · d8 svart drottning · e8 svart kung · f8 svart löpare · h8 svart torn · a7 svart bonde · b7 svart löpare · c7 svart bonde · f7 svart bonde · g7 svart bonde · h7 svart bonde · b6 svart bonde · e6 svart bonde · d5 svart springare · d4 vit bonde · a3 vit bonde · c3 vit springare · f3 vit springare · b2 vit bonde · e2 vit bonde · f2 vit bonde · g2 vit bonde · h2 vit bonde · a1 vit torn · c1 vit löpare · d1 vit drottning · e1 vit kung · f1 vit löpare · h1 vit torn | a8 svart torn · b8 svart springare · d8 svart drottning · e8 svart kung · f8 svart löpare · h8 svart torn · a7 svart bonde · b7 svart löpare · c7 svart bonde · f7 svart bonde · g7 svart bonde · h7 svart bonde · b6 svart bonde · e6 svart bonde · d5 svart springare · d4 vit bonde · a3 vit bonde · c3 vit springare · f3 vit springare · b2 vit bonde · e2 vit bonde · f2 vit bonde · g2 vit bonde · h2 vit bonde · a1 vit torn · c1 vit löpare · d1 vit drottning · e1 vit kung · f1 vit löpare · h1 vit torn | a8 svart torn · b8 svart springare · d8 svart drottning · e8 svart kung · f8 svart löpare · h8 svart torn · a7 svart bonde · b7 svart löpare · c7 svart bonde · f7 svart bonde · g7 svart bonde · h7 svart bonde · b6 svart bonde · e6 svart bonde · d5 svart springare · d4 vit bonde · a3 vit bonde · c3 vit springare · f3 vit springare · b2 vit bonde · e2 vit bonde · f2 vit bonde · g2 vit bonde · h2 vit bonde · a1 vit torn · c1 vit löpare · d1 vit drottning · e1 vit kung · f1 vit löpare · h1 vit torn | a8 svart torn · b8 svart springare · d8 svart drottning · e8 svart kung · f8 svart löpare · h8 svart torn · a7 svart bonde · b7 svart löpare · c7 svart bonde · f7 svart bonde · g7 svart bonde · h7 svart bonde · b6 svart bonde · e6 svart bonde · d5 svart springare · d4 vit bonde · a3 vit bonde · c3 vit springare · f3 vit springare · b2 vit bonde · e2 vit bonde · f2 vit bonde · g2 vit bonde · h2 vit bonde · a1 vit torn · c1 vit löpare · d1 vit drottning · e1 vit kung · f1 vit löpare · h1 vit torn | a8 svart torn · b8 svart springare · d8 svart drottning · e8 svart kung · f8 svart löpare · h8 svart torn · a7 svart bonde · b7 svart löpare · c7 svart bonde · f7 svart bonde · g7 svart bonde · h7 svart bonde · b6 svart bonde · e6 svart bonde · d5 svart springare · d4 vit bonde · a3 vit bonde · c3 vit springare · f3 vit springare · b2 vit bonde · e2 vit bonde · f2 vit bonde · g2 vit bonde · h2 vit bonde · a1 vit torn · c1 vit löpare · d1 vit drottning · e1 vit kung · f1 vit löpare · h1 vit torn | a8 svart torn · b8 svart springare · d8 svart drottning · e8 svart kung · f8 svart löpare · h8 svart torn · a7 svart bonde · b7 svart löpare · c7 svart bonde · f7 svart bonde · g7 svart bonde · h7 svart bonde · b6 svart bonde · e6 svart bonde · d5 svart springare · d4 vit bonde · a3 vit bonde · c3 vit springare · f3 vit springare · b2 vit bonde · e2 vit bonde · f2 vit bonde · g2 vit bonde · h2 vit bonde · a1 vit torn · c1 vit löpare · d1 vit drottning · e1 vit kung · f1 vit löpare · h1 vit torn | a8 svart torn · b8 svart springare · d8 svart drottning · e8 svart kung · f8 svart löpare · h8 svart torn · a7 svart bonde · b7 svart löpare · c7 svart bonde · f7 svart bonde · g7 svart bonde · h7 svart bonde · b6 svart bonde · e6 svart bonde · d5 svart springare · d4 vit bonde · a3 vit bonde · c3 vit springare · f3 vit springare · b2 vit bonde · e2 vit bonde · f2 vit bonde · g2 vit bonde · h2 vit bonde · a1 vit torn · c1 vit löpare · d1 vit drottning · e1 vit kung · f1 vit löpare · h1 vit torn | a8 svart torn · b8 svart springare · d8 svart drottning · e8 svart kung · f8 svart löpare · h8 svart torn · a7 svart bonde · b7 svart löpare · c7 svart bonde · f7 svart bonde · g7 svart bonde · h7 svart bonde · b6 svart bonde · e6 svart bonde · d5 svart springare · d4 vit bonde · a3 vit bonde · c3 vit springare · f3 vit springare · b2 vit bonde · e2 vit bonde · f2 vit bonde · g2 vit bonde · h2 vit bonde · a1 vit torn · c1 vit löpare · d1 vit drottning · e1 vit kung · f1 vit löpare · h1 vit torn | 5 |
| 4 | a8 svart torn · b8 svart springare · d8 svart drottning · e8 svart kung · f8 svart löpare · h8 svart torn · a7 svart bonde · b7 svart löpare · c7 svart bonde · f7 svart bonde · g7 svart bonde · h7 svart bonde · b6 svart bonde · e6 svart bonde · d5 svart springare · d4 vit bonde · a3 vit bonde · c3 vit springare · f3 vit springare · b2 vit bonde · e2 vit bonde · f2 vit bonde · g2 vit bonde · h2 vit bonde · a1 vit torn · c1 vit löpare · d1 vit drottning · e1 vit kung · f1 vit löpare · h1 vit torn | a8 svart torn · b8 svart springare · d8 svart drottning · e8 svart kung · f8 svart löpare · h8 svart torn · a7 svart bonde · b7 svart löpare · c7 svart bonde · f7 svart bonde · g7 svart bonde · h7 svart bonde · b6 svart bonde · e6 svart bonde · d5 svart springare · d4 vit bonde · a3 vit bonde · c3 vit springare · f3 vit springare · b2 vit bonde · e2 vit bonde · f2 vit bonde · g2 vit bonde · h2 vit bonde · a1 vit torn · c1 vit löpare · d1 vit drottning · e1 vit kung · f1 vit löpare · h1 vit torn | a8 svart torn · b8 svart springare · d8 svart drottning · e8 svart kung · f8 svart löpare · h8 svart torn · a7 svart bonde · b7 svart löpare · c7 svart bonde · f7 svart bonde · g7 svart bonde · h7 svart bonde · b6 svart bonde · e6 svart bonde · d5 svart springare · d4 vit bonde · a3 vit bonde · c3 vit springare · f3 vit springare · b2 vit bonde · e2 vit bonde · f2 vit bonde · g2 vit bonde · h2 vit bonde · a1 vit torn · c1 vit löpare · d1 vit drottning · e1 vit kung · f1 vit löpare · h1 vit torn | a8 svart torn · b8 svart springare · d8 svart drottning · e8 svart kung · f8 svart löpare · h8 svart torn · a7 svart bonde · b7 svart löpare · c7 svart bonde · f7 svart bonde · g7 svart bonde · h7 svart bonde · b6 svart bonde · e6 svart bonde · d5 svart springare · d4 vit bonde · a3 vit bonde · c3 vit springare · f3 vit springare · b2 vit bonde · e2 vit bonde · f2 vit bonde · g2 vit bonde · h2 vit bonde · a1 vit torn · c1 vit löpare · d1 vit drottning · e1 vit kung · f1 vit löpare · h1 vit torn | a8 svart torn · b8 svart springare · d8 svart drottning · e8 svart kung · f8 svart löpare · h8 svart torn · a7 svart bonde · b7 svart löpare · c7 svart bonde · f7 svart bonde · g7 svart bonde · h7 svart bonde · b6 svart bonde · e6 svart bonde · d5 svart springare · d4 vit bonde · a3 vit bonde · c3 vit springare · f3 vit springare · b2 vit bonde · e2 vit bonde · f2 vit bonde · g2 vit bonde · h2 vit bonde · a1 vit torn · c1 vit löpare · d1 vit drottning · e1 vit kung · f1 vit löpare · h1 vit torn | a8 svart torn · b8 svart springare · d8 svart drottning · e8 svart kung · f8 svart löpare · h8 svart torn · a7 svart bonde · b7 svart löpare · c7 svart bonde · f7 svart bonde · g7 svart bonde · h7 svart bonde · b6 svart bonde · e6 svart bonde · d5 svart springare · d4 vit bonde · a3 vit bonde · c3 vit springare · f3 vit springare · b2 vit bonde · e2 vit bonde · f2 vit bonde · g2 vit bonde · h2 vit bonde · a1 vit torn · c1 vit löpare · d1 vit drottning · e1 vit kung · f1 vit löpare · h1 vit torn | a8 svart torn · b8 svart springare · d8 svart drottning · e8 svart kung · f8 svart löpare · h8 svart torn · a7 svart bonde · b7 svart löpare · c7 svart bonde · f7 svart bonde · g7 svart bonde · h7 svart bonde · b6 svart bonde · e6 svart bonde · d5 svart springare · d4 vit bonde · a3 vit bonde · c3 vit springare · f3 vit springare · b2 vit bonde · e2 vit bonde · f2 vit bonde · g2 vit bonde · h2 vit bonde · a1 vit torn · c1 vit löpare · d1 vit drottning · e1 vit kung · f1 vit löpare · h1 vit torn | a8 svart torn · b8 svart springare · d8 svart drottning · e8 svart kung · f8 svart löpare · h8 svart torn · a7 svart bonde · b7 svart löpare · c7 svart bonde · f7 svart bonde · g7 svart bonde · h7 svart bonde · b6 svart bonde · e6 svart bonde · d5 svart springare · d4 vit bonde · a3 vit bonde · c3 vit springare · f3 vit springare · b2 vit bonde · e2 vit bonde · f2 vit bonde · g2 vit bonde · h2 vit bonde · a1 vit torn · c1 vit löpare · d1 vit drottning · e1 vit kung · f1 vit löpare · h1 vit torn | 4 |
| 3 | a8 svart torn · b8 svart springare · d8 svart drottning · e8 svart kung · f8 svart löpare · h8 svart torn · a7 svart bonde · b7 svart löpare · c7 svart bonde · f7 svart bonde · g7 svart bonde · h7 svart bonde · b6 svart bonde · e6 svart bonde · d5 svart springare · d4 vit bonde · a3 vit bonde · c3 vit springare · f3 vit springare · b2 vit bonde · e2 vit bonde · f2 vit bonde · g2 vit bonde · h2 vit bonde · a1 vit torn · c1 vit löpare · d1 vit drottning · e1 vit kung · f1 vit löpare · h1 vit torn | a8 svart torn · b8 svart springare · d8 svart drottning · e8 svart kung · f8 svart löpare · h8 svart torn · a7 svart bonde · b7 svart löpare · c7 svart bonde · f7 svart bonde · g7 svart bonde · h7 svart bonde · b6 svart bonde · e6 svart bonde · d5 svart springare · d4 vit bonde · a3 vit bonde · c3 vit springare · f3 vit springare · b2 vit bonde · e2 vit bonde · f2 vit bonde · g2 vit bonde · h2 vit bonde · a1 vit torn · c1 vit löpare · d1 vit drottning · e1 vit kung · f1 vit löpare · h1 vit torn | a8 svart torn · b8 svart springare · d8 svart drottning · e8 svart kung · f8 svart löpare · h8 svart torn · a7 svart bonde · b7 svart löpare · c7 svart bonde · f7 svart bonde · g7 svart bonde · h7 svart bonde · b6 svart bonde · e6 svart bonde · d5 svart springare · d4 vit bonde · a3 vit bonde · c3 vit springare · f3 vit springare · b2 vit bonde · e2 vit bonde · f2 vit bonde · g2 vit bonde · h2 vit bonde · a1 vit torn · c1 vit löpare · d1 vit drottning · e1 vit kung · f1 vit löpare · h1 vit torn | a8 svart torn · b8 svart springare · d8 svart drottning · e8 svart kung · f8 svart löpare · h8 svart torn · a7 svart bonde · b7 svart löpare · c7 svart bonde · f7 svart bonde · g7 svart bonde · h7 svart bonde · b6 svart bonde · e6 svart bonde · d5 svart springare · d4 vit bonde · a3 vit bonde · c3 vit springare · f3 vit springare · b2 vit bonde · e2 vit bonde · f2 vit bonde · g2 vit bonde · h2 vit bonde · a1 vit torn · c1 vit löpare · d1 vit drottning · e1 vit kung · f1 vit löpare · h1 vit torn | a8 svart torn · b8 svart springare · d8 svart drottning · e8 svart kung · f8 svart löpare · h8 svart torn · a7 svart bonde · b7 svart löpare · c7 svart bonde · f7 svart bonde · g7 svart bonde · h7 svart bonde · b6 svart bonde · e6 svart bonde · d5 svart springare · d4 vit bonde · a3 vit bonde · c3 vit springare · f3 vit springare · b2 vit bonde · e2 vit bonde · f2 vit bonde · g2 vit bonde · h2 vit bonde · a1 vit torn · c1 vit löpare · d1 vit drottning · e1 vit kung · f1 vit löpare · h1 vit torn | a8 svart torn · b8 svart springare · d8 svart drottning · e8 svart kung · f8 svart löpare · h8 svart torn · a7 svart bonde · b7 svart löpare · c7 svart bonde · f7 svart bonde · g7 svart bonde · h7 svart bonde · b6 svart bonde · e6 svart bonde · d5 svart springare · d4 vit bonde · a3 vit bonde · c3 vit springare · f3 vit springare · b2 vit bonde · e2 vit bonde · f2 vit bonde · g2 vit bonde · h2 vit bonde · a1 vit torn · c1 vit löpare · d1 vit drottning · e1 vit kung · f1 vit löpare · h1 vit torn | a8 svart torn · b8 svart springare · d8 svart drottning · e8 svart kung · f8 svart löpare · h8 svart torn · a7 svart bonde · b7 svart löpare · c7 svart bonde · f7 svart bonde · g7 svart bonde · h7 svart bonde · b6 svart bonde · e6 svart bonde · d5 svart springare · d4 vit bonde · a3 vit bonde · c3 vit springare · f3 vit springare · b2 vit bonde · e2 vit bonde · f2 vit bonde · g2 vit bonde · h2 vit bonde · a1 vit torn · c1 vit löpare · d1 vit drottning · e1 vit kung · f1 vit löpare · h1 vit torn | a8 svart torn · b8 svart springare · d8 svart drottning · e8 svart kung · f8 svart löpare · h8 svart torn · a7 svart bonde · b7 svart löpare · c7 svart bonde · f7 svart bonde · g7 svart bonde · h7 svart bonde · b6 svart bonde · e6 svart bonde · d5 svart springare · d4 vit bonde · a3 vit bonde · c3 vit springare · f3 vit springare · b2 vit bonde · e2 vit bonde · f2 vit bonde · g2 vit bonde · h2 vit bonde · a1 vit torn · c1 vit löpare · d1 vit drottning · e1 vit kung · f1 vit löpare · h1 vit torn | 3 |
| 2 | a8 svart torn · b8 svart springare · d8 svart drottning · e8 svart kung · f8 svart löpare · h8 svart torn · a7 svart bonde · b7 svart löpare · c7 svart bonde · f7 svart bonde · g7 svart bonde · h7 svart bonde · b6 svart bonde · e6 svart bonde · d5 svart springare · d4 vit bonde · a3 vit bonde · c3 vit springare · f3 vit springare · b2 vit bonde · e2 vit bonde · f2 vit bonde · g2 vit bonde · h2 vit bonde · a1 vit torn · c1 vit löpare · d1 vit drottning · e1 vit kung · f1 vit löpare · h1 vit torn | a8 svart torn · b8 svart springare · d8 svart drottning · e8 svart kung · f8 svart löpare · h8 svart torn · a7 svart bonde · b7 svart löpare · c7 svart bonde · f7 svart bonde · g7 svart bonde · h7 svart bonde · b6 svart bonde · e6 svart bonde · d5 svart springare · d4 vit bonde · a3 vit bonde · c3 vit springare · f3 vit springare · b2 vit bonde · e2 vit bonde · f2 vit bonde · g2 vit bonde · h2 vit bonde · a1 vit torn · c1 vit löpare · d1 vit drottning · e1 vit kung · f1 vit löpare · h1 vit torn | a8 svart torn · b8 svart springare · d8 svart drottning · e8 svart kung · f8 svart löpare · h8 svart torn · a7 svart bonde · b7 svart löpare · c7 svart bonde · f7 svart bonde · g7 svart bonde · h7 svart bonde · b6 svart bonde · e6 svart bonde · d5 svart springare · d4 vit bonde · a3 vit bonde · c3 vit springare · f3 vit springare · b2 vit bonde · e2 vit bonde · f2 vit bonde · g2 vit bonde · h2 vit bonde · a1 vit torn · c1 vit löpare · d1 vit drottning · e1 vit kung · f1 vit löpare · h1 vit torn | a8 svart torn · b8 svart springare · d8 svart drottning · e8 svart kung · f8 svart löpare · h8 svart torn · a7 svart bonde · b7 svart löpare · c7 svart bonde · f7 svart bonde · g7 svart bonde · h7 svart bonde · b6 svart bonde · e6 svart bonde · d5 svart springare · d4 vit bonde · a3 vit bonde · c3 vit springare · f3 vit springare · b2 vit bonde · e2 vit bonde · f2 vit bonde · g2 vit bonde · h2 vit bonde · a1 vit torn · c1 vit löpare · d1 vit drottning · e1 vit kung · f1 vit löpare · h1 vit torn | a8 svart torn · b8 svart springare · d8 svart drottning · e8 svart kung · f8 svart löpare · h8 svart torn · a7 svart bonde · b7 svart löpare · c7 svart bonde · f7 svart bonde · g7 svart bonde · h7 svart bonde · b6 svart bonde · e6 svart bonde · d5 svart springare · d4 vit bonde · a3 vit bonde · c3 vit springare · f3 vit springare · b2 vit bonde · e2 vit bonde · f2 vit bonde · g2 vit bonde · h2 vit bonde · a1 vit torn · c1 vit löpare · d1 vit drottning · e1 vit kung · f1 vit löpare · h1 vit torn | a8 svart torn · b8 svart springare · d8 svart drottning · e8 svart kung · f8 svart löpare · h8 svart torn · a7 svart bonde · b7 svart löpare · c7 svart bonde · f7 svart bonde · g7 svart bonde · h7 svart bonde · b6 svart bonde · e6 svart bonde · d5 svart springare · d4 vit bonde · a3 vit bonde · c3 vit springare · f3 vit springare · b2 vit bonde · e2 vit bonde · f2 vit bonde · g2 vit bonde · h2 vit bonde · a1 vit torn · c1 vit löpare · d1 vit drottning · e1 vit kung · f1 vit löpare · h1 vit torn | a8 svart torn · b8 svart springare · d8 svart drottning · e8 svart kung · f8 svart löpare · h8 svart torn · a7 svart bonde · b7 svart löpare · c7 svart bonde · f7 svart bonde · g7 svart bonde · h7 svart bonde · b6 svart bonde · e6 svart bonde · d5 svart springare · d4 vit bonde · a3 vit bonde · c3 vit springare · f3 vit springare · b2 vit bonde · e2 vit bonde · f2 vit bonde · g2 vit bonde · h2 vit bonde · a1 vit torn · c1 vit löpare · d1 vit drottning · e1 vit kung · f1 vit löpare · h1 vit torn | a8 svart torn · b8 svart springare · d8 svart drottning · e8 svart kung · f8 svart löpare · h8 svart torn · a7 svart bonde · b7 svart löpare · c7 svart bonde · f7 svart bonde · g7 svart bonde · h7 svart bonde · b6 svart bonde · e6 svart bonde · d5 svart springare · d4 vit bonde · a3 vit bonde · c3 vit springare · f3 vit springare · b2 vit bonde · e2 vit bonde · f2 vit bonde · g2 vit bonde · h2 vit bonde · a1 vit torn · c1 vit löpare · d1 vit drottning · e1 vit kung · f1 vit löpare · h1 vit torn | 2 |
| 1 | a8 svart torn · b8 svart springare · d8 svart drottning · e8 svart kung · f8 svart löpare · h8 svart torn · a7 svart bonde · b7 svart löpare · c7 svart bonde · f7 svart bonde · g7 svart bonde · h7 svart bonde · b6 svart bonde · e6 svart bonde · d5 svart springare · d4 vit bonde · a3 vit bonde · c3 vit springare · f3 vit springare · b2 vit bonde · e2 vit bonde · f2 vit bonde · g2 vit bonde · h2 vit bonde · a1 vit torn · c1 vit löpare · d1 vit drottning · e1 vit kung · f1 vit löpare · h1 vit torn | a8 svart torn · b8 svart springare · d8 svart drottning · e8 svart kung · f8 svart löpare · h8 svart torn · a7 svart bonde · b7 svart löpare · c7 svart bonde · f7 svart bonde · g7 svart bonde · h7 svart bonde · b6 svart bonde · e6 svart bonde · d5 svart springare · d4 vit bonde · a3 vit bonde · c3 vit springare · f3 vit springare · b2 vit bonde · e2 vit bonde · f2 vit bonde · g2 vit bonde · h2 vit bonde · a1 vit torn · c1 vit löpare · d1 vit drottning · e1 vit kung · f1 vit löpare · h1 vit torn | a8 svart torn · b8 svart springare · d8 svart drottning · e8 svart kung · f8 svart löpare · h8 svart torn · a7 svart bonde · b7 svart löpare · c7 svart bonde · f7 svart bonde · g7 svart bonde · h7 svart bonde · b6 svart bonde · e6 svart bonde · d5 svart springare · d4 vit bonde · a3 vit bonde · c3 vit springare · f3 vit springare · b2 vit bonde · e2 vit bonde · f2 vit bonde · g2 vit bonde · h2 vit bonde · a1 vit torn · c1 vit löpare · d1 vit drottning · e1 vit kung · f1 vit löpare · h1 vit torn | a8 svart torn · b8 svart springare · d8 svart drottning · e8 svart kung · f8 svart löpare · h8 svart torn · a7 svart bonde · b7 svart löpare · c7 svart bonde · f7 svart bonde · g7 svart bonde · h7 svart bonde · b6 svart bonde · e6 svart bonde · d5 svart springare · d4 vit bonde · a3 vit bonde · c3 vit springare · f3 vit springare · b2 vit bonde · e2 vit bonde · f2 vit bonde · g2 vit bonde · h2 vit bonde · a1 vit torn · c1 vit löpare · d1 vit drottning · e1 vit kung · f1 vit löpare · h1 vit torn | a8 svart torn · b8 svart springare · d8 svart drottning · e8 svart kung · f8 svart löpare · h8 svart torn · a7 svart bonde · b7 svart löpare · c7 svart bonde · f7 svart bonde · g7 svart bonde · h7 svart bonde · b6 svart bonde · e6 svart bonde · d5 svart springare · d4 vit bonde · a3 vit bonde · c3 vit springare · f3 vit springare · b2 vit bonde · e2 vit bonde · f2 vit bonde · g2 vit bonde · h2 vit bonde · a1 vit torn · c1 vit löpare · d1 vit drottning · e1 vit kung · f1 vit löpare · h1 vit torn | a8 svart torn · b8 svart springare · d8 svart drottning · e8 svart kung · f8 svart löpare · h8 svart torn · a7 svart bonde · b7 svart löpare · c7 svart bonde · f7 svart bonde · g7 svart bonde · h7 svart bonde · b6 svart bonde · e6 svart bonde · d5 svart springare · d4 vit bonde · a3 vit bonde · c3 vit springare · f3 vit springare · b2 vit bonde · e2 vit bonde · f2 vit bonde · g2 vit bonde · h2 vit bonde · a1 vit torn · c1 vit löpare · d1 vit drottning · e1 vit kung · f1 vit löpare · h1 vit torn | a8 svart torn · b8 svart springare · d8 svart drottning · e8 svart kung · f8 svart löpare · h8 svart torn · a7 svart bonde · b7 svart löpare · c7 svart bonde · f7 svart bonde · g7 svart bonde · h7 svart bonde · b6 svart bonde · e6 svart bonde · d5 svart springare · d4 vit bonde · a3 vit bonde · c3 vit springare · f3 vit springare · b2 vit bonde · e2 vit bonde · f2 vit bonde · g2 vit bonde · h2 vit bonde · a1 vit torn · c1 vit löpare · d1 vit drottning · e1 vit kung · f1 vit löpare · h1 vit torn | a8 svart torn · b8 svart springare · d8 svart drottning · e8 svart kung · f8 svart löpare · h8 svart torn · a7 svart bonde · b7 svart löpare · c7 svart bonde · f7 svart bonde · g7 svart bonde · h7 svart bonde · b6 svart bonde · e6 svart bonde · d5 svart springare · d4 vit bonde · a3 vit bonde · c3 vit springare · f3 vit springare · b2 vit bonde · e2 vit bonde · f2 vit bonde · g2 vit bonde · h2 vit bonde · a1 vit torn · c1 vit löpare · d1 vit drottning · e1 vit kung · f1 vit löpare · h1 vit torn | 1 |
|   | a | b | c | d | e | f | g | h |   |

Det här kallas Petrosianvarianten (efter Tigran Petrosian) och är ett ganska populärt sätt att spela mot damindiskt. Med 4.a3 offrar vit ett tempo på att förbereda Sc3 utan att behöva oroa sig för ...Lb4, och därmed ta kontroll över e4.
Spelet fortsätter oftast 4...Lb7 (ett alternativ är 4...La6 5.Dc2 Lb7 6.Sc3 c5 7.e4 cxd4 8.Sxd4 som leder till en Maroczy-uppställning) 5.Sc3 d5 6.cxd5 (eller 6.Lg5 Le7 7.Da4+) 6...Sxd5 (se diagram).
De vanligaste varianterna är 7.Dc2 Sxc3 8.bxc3 och 7.e3 Le7 8.Lb5+ c6 9.Ld3.

#### 4.Sc3
4.Sc3 brukar övergå i antingen en hybrid av dam- och nimzoindiskt (efter 4...Lb4) eller 4.a3-varianten ovan (efter 4...Lb7 5.a3).

#### 4.e3
4.e3 Lb7 kan fortsätta 5.Ld3 d5 6.0-0 eller gå över i nimzoindiskt efter 5.Sc3 Lb4 6.Ld3.